# 輪廻のラグランジェ
『輪廻のラグランジェ』（りんねのラグランジェ）は、日本のロボットアニメ作品。テレビシリーズとして、2012年1月より読売テレビほかにて放送開始。放送期間は分割2クールで、2012年の1月から3月まで第1期（全12話）が放送、7月から9月まで『輪廻のラグランジェ season2』（りんねのラグランジェ シーズンツー）全12話が放送された。さらに第1部と『season2』を繋ぐOVA『輪廻のラグランジェ 鴨川デイズ』（りんねのラグランジェ かもかわデイズ）が制作されている。
通称は「ラグりん」。副題には『Flower declaration of your heart』が表記されている。また、海外呼称として『Lagrange - The Flower of Rin-ne』があり、海外放送時は主にこの名称が使用されている。

## 概要
原作はIGポート傘下のProduction I.Gで、アニメーション制作は同じくIGポート傘下のXEBECが担当。劇場版『ブレイク ブレイド』に続く両社のロボットアニメ路線であるが、今回はアニメオリジナル企画となる。
総監督は、XEBECで『機動戦艦ナデシコ』『宇宙のステルヴィア』を手掛けた佐藤竜雄。監督は、鈴木利正がそれぞれ担当する。
本作品の主役ロボット（オービッド）のデザインは、メカニックデザイナーではなく、日産自動車のグローバルデザイン本部に依頼された。日産とプロダクションI.Gは『攻殻機動隊 STAND ALONE COMPLEX Solid State Society』でコラボレートした経験があり、今回は「デザイナー教育の一環」としてロボットデザインを請負った。60人を超えるカーデザイナーやモデラーを集めたコンペティションが行われ、60作品以上の図案の中から4案が最終候補となり、自動車のインテリアデザインを担当している大須田貴士のデザインが主役機「ウォクス」シリーズに決定した。また、菊池宏幸がデザインした3体も敵オービッドとして採用された。自動車メーカーがアニメーションへロボットのデザインを提供するという試みは世界でも例を見ない取り組み。
製作委員会にも参加している読売テレビでは宣伝に力を入れており、2011年10月16日に行われた日産自動車の制作発表イベントを翌朝のローカル番組『朝生ワイド す・またん!』で報じた他、同年11月11日には吉田奈央アナウンサーが第1期第4話へテレビリポーター役で出演することを『ytvアナウンサー向上委員会 ギューン↑』で報じている。

## 作品の舞台
本作の主な舞台は千葉県鴨川市となっており、実在の風景を基にした背景画が作品中で使われている。鴨川市においては「輪廻のラグランジェ鴨川推進委員会」が発足し、鴨川市民および出身者や千葉県在住者限定イベントとして、2011年12月23日には鴨川市民会館で第1期第1話の先行上映会が開催され、声優の石原夏織（京乃まどか役）、スタッフの鈴木利正（監督）、佐藤竜雄（総監督）、大河原健（プロデューサー）の4人によるトークショーなども行われた。その他、第1期の9話では同じ千葉県の勝浦市が登場している。本作と鴨川市の関係については、2012年3月7日放送のNHK『クローズアップ現代』で、自治体による番組とのタイアップ事例として紹介されている。
主役格のまどか・ラン・ムギナミの3人は、鴨川市のポータルマガジン「KamoZine」で度々表紙を飾っている他、2013年9月21日付けで鴨川市から「鴨川ふるさと特別大使」に任命されている。
2014年7月19日から同年9月15日までの間、鴨川市郷土資料館で「輪廻のラグランジェ展」が開催された。期間中は、番組宣伝ポスターや関連グッズなどが展示されたほか、最終日（9月15日）には、鈴木利正（監督）、千野孝敏（アニメーションプロデューサー）、岡本健（奈良県立大学講師）ほかを招いたトークショーと交流会が催された。
2015年10月、「ラグランジェ・プロジェクト」（制作委員会）および「輪廻のラグランジェ鴨川推進委員会」は、本作の制作過程で生み出された資料を鴨川市へ移設・保存することを発表した。年間で数多くのアニメ作品が作り出される中で、アニメ制作会社単体での制作資料の保管場所確保は困難になりつつあり、今回の発表は画期的なものである。
その後、先述の資料から第1期第1話の原画展示をメインとした「輪廻のラグランジェ原画展」が2017年7月4日から同年9月24日まで鴨川市郷土資料館で開催された。

## ストーリー
かつて、地球には多くの人々が暮らし、今の地球では考えられないくらいの発展した文明を持っていた。人々は素粒子の発見とそれをフルに活用する素粒子物理学を持って豊かな生活を送っていたが、それらは相対して量子加速器を用いた兵器の進化によって数々の紛争を発生させた。そのような状況のなか、新たなる素粒子が発見される。これを発見した古レ・ガリテ王国の王女メイクンはその名を「ウォクス粒子」と付け、戦乱に揉まれる人たちへの抑止の「声」となるべく、ウォクス粒子を用いたロボット・オービッドを開発する。
しかし王族の中にはそれを快く思わない者もいた。彼らはメイクンを謀り、オービッドの破壊を目論む。混乱が発生する中、メイクンを乗せ予測不可能なエネルギー体へと変化したオービッドは暴走し、大量のエネルギーを放出。やがてそれは地球を包んであらゆる物を破壊し、大半は海へと没した。人々は命からがら宇宙へと逃げ出し、繁栄を極めた地球の古代文明はここに滅した。
第1期
災禍から2万年あまり後、西暦2032年の地球。千葉県鴨川市に住む少女・京乃まどかは、ランと名乗る宇宙からやって来た少女と出会い、彼女からロボットに乗って欲しいと頼まれる。時を同じくして、鴨川に突如として宇宙から未知の敵が襲来。まどかはランの頼みを受けてそのロボット｢ウォクス｣に搭乗、戦闘の中でこれを意のままに操縦することに成功し、敵を撃退する。
たび重なる敵対勢力デ・メトリオの襲撃をウォクス・アウラとともに迎撃するまどか。そして星間連邦国家群ポリヘドロン最大の軍事国家レ・ガリテの姫という立場ながらも、ウォクス・リンファに乗ってまどかと共に闘うラン。そんなふたりの前に、突如ムギナミと名乗る少女が現れる。まどかはムギナミを気に入って友達として迎え、一緒に暮らすようになるが、実は彼女はポリヘドロンの現状に反発する宇宙義賊キッスの一員であり、二人に近づいたのも兄と慕うキッスの頭領・ヴィラジュリオのためにウォクスを手に入れるためだった。ムギナミはまんまとウォクス・イグニスに搭乗するために必要な刻印・メモリアを身体に刻むことに成功するが、そんなムギナミに対してヴィラジュリオは『勝手なことをするな』と冷たく突き放す。この仕打ちに激昂したまどかは、ウォクスを破壊せんと押し寄せるキッスの無人オービットの大群をランと共に迎え撃ち、ヴィラジュリオと相対するが、そこに割って入ったのは他でもないムギナミとウォクス・イグニス。突き放されたはずのヴィラジュリオを庇い、さらにまどかの行動を『自己満足のおせっかいだ』と言い放つムギナミの心情を理解できず、混乱するまどか。その時、ウォクス・アウラを皮切りに3体のウォクスが突如暴走し、輪廻と呼ばれる現象を引き起こす。これこそが2万年前に地球の先史文明を滅亡に追い込んだ現象であり、ヴィラジュリオはこの強大な力がレ・ガリテの手に渡る前にウォクスを破壊しようと目論んでいるのだった。
戦闘終了後、まどかとランに対してムギナミは自分の生い立ちと本心を吐露して解り合い、本当の友達となる。一方、ノウムンドゥス財団の実質的責任者のアステリアの判断により、ウォクス・アウラは封印され、まどかはパイロットの任を解かれる。それを見計らったかのように、ヴィラジュリオはキッスの大艦隊をファロスの頭上に展開し、有無を言わさずウォクスを破壊しようと企てる。ランとムギナミは、まどかと鴨川の街を守るためにまどかに内緒で出撃。アステリアは再三のウォクス・アウラの封印解除の要請にも、再度の暴走と輪廻が開くことを懸念して首を縦に振らなかったが、まどかの従姉の中泉ようこの説得を受けてまどかの出撃を許可。まどかの出撃により戦況はまどかたちが優位となるが、そんな中、まどかはようこが重傷を負ったことを知り、大切なものを失う恐怖を思い出し、再び輪廻を開いてしまう。
「輪廻の向こう側」と呼ばれる世界でひとり思い悩むまどかだが、そこに現れた少女・ユリカノの言葉を受けて立ち直り、ラン・ムギナミと共に戦線に復帰する。輪廻の輪を巨大なラグランジェの花に変えながら、飛翔する3人。その最中、まどかのウォクス・アウラは突如機能を停止する。ウォクス・アウラを仕留めんと、まどかに襲いかかるヴィラジュリオ。しかしヴィラジュリオのオービッドは、辛くも間に合ったレ・ガリテのウォクス回収部隊とレ・ガリテ国王ディセルマインによって食い止められる。ムギナミは傷ついたヴィラジュリオと共に戦場を離脱し、キッスの艦隊も敗走。ランもレ・ガリテの地球駐留艦隊と入れ替わる形でディセルマインと共にレ・ガリテに帰国し、まどかたち3人は離ればなれとなる。地球の軌道上には、まどかたちが咲かせた無数のラグランジェの花が環のように浮遊していた。

season2
ランとムギナミがまどかのもとから去って1年近くが経ち、まどかは高校3年生となった。ふたりがいなくなった寂しさを抱え、自分の将来に悩みながらもジャージ部の活動、BWHの手伝いと多忙な毎日を送るまどか。その前にディセルマインの特命を受けたランが再び現れ、キッスとの決戦時に機能を停止したままのウォクス・アウラにもう一度乗って欲しいと告げる。時を置かずしてムギナミも鴨川に飛来するが、ランは『ムギナミはまどかを殺しに来た』と言ってウォクス・リンファで出撃、ムギナミのウォクス・イグニスと交戦状態に入る。ランの言葉の意味とふたりが戦う理由が理解できないまどかは、再び起動したウォクス・アウラとともに争うふたりのもとに駆け付ける。ウォクス・アウラを通じてふたりの争いがふたりの本意ではないことを感じたまどかは、姿を消したふたりを探してジャージ部の部室にたどり着く。デ・メトリオを破壊してでもポリヘドロン千年問題を解決せんとし、そのためにまどかとウォクスを利用しようとするレ・ガリテの王・ディセルマインと、デ・メトリオの民を守るためにそれを阻止しようとするデ・メトリオの王・ヴィラジュリオ。それぞれの兄の代理としてまどかを巡って争うランとムギナミに対し、まどかは何とかして二人を仲直りさせようと提案。戦争回避のためにランとムギナミはアステリアの手引きで地球に亡命し、まどかに合流する。
ポリヘドロンの国際会議開催に合わせて鴨川沖に来航したファロスで、アステリアは国際会議に先んじてディセルマインとヴィラジュリオの極秘会談をセッティングするが、双方の主張は平行線を辿るばかり。そんな中、ディセルマインが極秘裏に匿っていたユリカノがオービッドに乗って鴨川に飛来し、周囲は騒然となる。まどかはユリカノに直接会うために3人でレ・ガリテの旗艦に乗り込むが、ディセルマインの策略で実験に加担させられ、その副作用でユリカノと意識が入れ替わってしまう。それによっておこった混乱の中、ディセルマインとヴィラジュリオに対するユリカノの想いを知ったまどかはいつまでも対立を続けるディセルマインとヴィラジュリオを殴りつけて諭し、ふたりは2国間の争いに終止符を打ち、ポリヘドロン千年問題をウォクスの力を使わずに平和裏に解決することを公に誓う。
こうして表向き事態は収束したが、ディセルマインの側近・モイドはファロスに保管されていた石板からウォクス・コアを生成して逃亡、ディセルマインを懐柔して彼の身体にメモリアを強制的に刻みつけ、秘密裏にウォクス・コアを搭載したオービッド・マグオルトルを造り上げる。その上でディセルマインはデ・メトリオに対して突如宣戦を布告、ヴィラジュリオに裏切られたという絶望感で彼を倒し、輪廻の輪を開く。地球全土が輪廻の輪から発生する黒い雲に覆われて滅亡の危機に直面する中、暴走したディセルマインを倒すためにまどかたちは輪廻の向こう側に乗り込んで感情のままに立ち向かうが、逆にマグオルトルに圧倒されてしまう。輪廻の海に沈むウォクス・アウラのコックピットの中、まどかは今もディセルマインがヴィラジュリオとの友情を大切に思っていることを知り、ラン・ムギナミとともにディセルマインを輪廻の向こう側から救い出すことを決意、3人の力を合わせてマグオルトルを撃退し、ディセルマインとユリカノを輪廻の向こう側から連れ戻すことに成功する。それとともに地球を覆っていた黒い雲はラグランジェの花に変わって地球を離れ、宇宙に散らばっていった。
時が経ち、ランは退位したディセルマインに代わってレ・ガリテの王位に就き、ムギナミは「鴨女ジャージ部キッス支部」を立ち上げ、支部長として故郷の惑星ウ・ゴーの環境再生に着手する。そしてまどかは、3人一緒に今日も宇宙規模でジャージ部の活動に勤しむのだった。

## 登場人物

### 主要人物
京乃 まどか（きょうの まどか）
声 - 石原夏織
本作の主人公。17歳。鴨川女子高等学校2年3組在籍でジャージ部部長。ウォクス・アウラのパイロット。性格は明朗快活で仲間想い。「まるっ」と言いながら右手で円を描く癖を持つ。海難救助が出来るよう、夏は制服やジャージの下にスクール水着を着ており、上着が紛失した際の代わりの服も持ち歩いている。母親は幼少時に海で亡くなっている。生まれ育った鴨川の町に人並みならぬ愛着を持ち、戦闘中でも住人に被害が及ばないよう注意している。運動神経は高く、多くの部活に助っ人として参加しているが、勉強は不得手。恋愛には無頓着で色恋話には免疫がなかったが、ユリカノの一件以降は恋愛についても考えるようになる。また、難解な名前を覚えるのを苦手とする。メモリアは右腰の後ろにある（10歳時に海で溺れた際に後のウォクス・アウラと遭遇し、その時に刻まれた）。
フィン・エ・ルド・スイ・ラフィンティ
声 - 瀬戸麻沙美
とある任務のため宇宙から来た少女。16歳。通称「ラン」。ウォクス・リンファのパイロット。頭の左側に白い花の形の髪飾りを付けている。「わん」が口癖（これはアステリアから「地球の挨拶」と称して吹き込まれた嘘であった）。ポリヘドロンの構成国家の1つ、レ・ガリテの第1皇女で、ディセルマインの妹。ヴィラジュリオとは、デ・メトリオの特使として彼がレ・ガリテに駐在していた頃からの知り合い。メモリアは左腋にある。あまり感情を表に出さず、見た目はクールでしっかり者だが、実はカナヅチでお化けが苦手。ドジっ娘で、BWHでウェイトレスのアルバイトをした際には失敗の連続だったが、それが話題となり逆に来客が激増した。やきもち焼きでツンデレな面もある。
当初はウォクスの伝説に恐れを抱き、ウォクス・リンファを人型に変形させることができなかったが、まどかの危機に我を忘れて飛び出し、変形に成功する。その後はムギナミの後を追って鴨川女子高等学校に転入、ジャージ部に入部する。そのムギナミに対しては当初疑念を抱き、彼女の身元を探るなどしていたが、後にムギナミの境遇と真意を聞いて和解し、親友になる。
ムギナミ
声 - 茅野愛衣
ランと同じく宇宙から来た少女。17歳。ウォクス・イグニスのパイロット。ウェーブのかかった薄いオレンジ色の長髪を持つ。相手から何かを頼まれた時に「かしこまり〜」と言うのが口癖。反ポリヘドロン義賊同盟「キッス」の一員で、頭領のヴィラジュリオを「お兄ちゃん」と呼んで慕うが、血縁関係はない。惑星ウ・ゴーの出身。身寄りのない孤児で、幼少時は貧困生活を送っていたが、ある時海岸で倒れていたヴィラジュリオと出会い、後に誘われて「キッス」の一員となる。メモリアは下腹部にある。口調はおっとりだが運動神経は良く、人命救助やウェイトレス、料理もそつなくこなす。
鴨川女子高等学校に転入し、ジャージ部に入部するが、これらの行動はウォクスを入手し、ヴィラジュリオと合流するまでの退屈しのぎと割り切っている。他にも「ランと自分が対立するのは主張が違うから仕方がないこと」と言い、まどかについては「自己満足のために他人が望まないおせっかいなことをしている」と言うなど、当初はまどかたちとの関わりをドライかつ否定的に捉えていたが、ヴィラジュリオに突き放された後に自分の境遇と真意をまどかたちに吐露し、和解する。ヴィラジュリオとともに地球を去った後、彼のデ・メトリオ国王就任に伴い、デ・メトリオ正規軍に編入され、彼の近衛兵となる。

### 鴨川女子高等学校
まどか・ラン・ムギナミが通う女子高校。全校生徒数は約450人。海岸沿いに位置する。制服は夏服はポロシャツで冬服はブレザー。ジャージ部の活動を黙認し、宇宙人のランやムギナミの転入を容認するなど、その校風は生徒からも「アバウト」という声が上がるほど大らか。
岩淵 まちこ（いわぶち まちこ）
声 - 浅倉杏美
体育教師で、まどかたちの2年6組担任。26歳。ようことは友人で、ジャージ部のOG（本人は「ようこの助っ人」と言っている）。
野上 さち（のがみ さち）
声 - 山口立花子
まどかの幼馴染。17歳。サーフィン部所属。幼少時にまどかの目の前で海に落ちて溺れ、ようこに助けられた事がある。いつしかランと仲良くなり、おらが祭ではサーフィン部の看板娘役を彼女に頼む。
『season2』では3年生となり、鴨川漁協を進路として狙っている。
近藤 みち（こんどう みち）
声 - 三森すずこ
まどかのクラスメイト。16歳。天文部所属。いつしかムギナミと仲良くなり、おらが祭では天文部が運営するカフェの手伝いを彼女に頼む。
『season2』では3年生。当初は天文関係の職に就こうと考えていたが、まどかやポリヘドロンの人間たちを見て考えを変え、外交官に変更している。
三木 れいこ（みき れいこ）
声 - 高森奈津美
OVA『鴨川デイズ』で入学した新入生。
『season2』で鴨川の至る所に見切れて登場する一方、まどかたちを尾行しているような素振りを見せていたが、第8話で正式に登場し、ジャージ部へ入部する。ジャージの色は青色。ドジっ娘でよく転ぶ。入部の理由はロボット（ウォクス）で戦うまどかたちに憧れたからであり、自身もウォクスに搭乗することを希望していたが、棚田の夜祭りでまどかから諭され、自分の楽しみを探すためロボット部を作りたいと考えを改め、退部する。

### まどかの関係者
中泉 ようこ（なかいずみ ようこ）
声 - 能登麻美子
まどかの従姉。姉代わりの海洋考古学者。25歳。鴨女ジャージ部のOG。プロレスに詳しく、まどかに技をかけることもある。以前からウォクス・アウラの調査研究を行っていたが、半ば横取りの形でノウムンドゥス財団に機体を奪われて以来、ファロスの周囲を探るようになる。当初はまどかがウォクスに乗ることに反対していたが、まどかの意思を尊重し、彼女が悩んでいた際は一喝して立ち直らせている。この一件でファロスへの出入りを許可され、ファロス内に保管されているウォクス関係の発掘品の調査・分析を任される。キッスの大部隊との戦闘で、校庭に落下してきた敵機から生徒をかばい腹部に重傷を負い、まどかが再度輪廻を開くきっかけを作ってしまうが、一命は取りとめ、復帰後も腹部の傷跡はそのままにしている。アステリアとは仲が良い。
『season2』でも颯太とともにウォクスの伝説に関する研究を続けており、ウォクスには兵器以上の可能性があることを示唆。ウォクスの描かれた石版を見たアステリアの僅かな動揺から、彼女が女王メイクンだと見抜く。
中泉 浩（なかいずみ ひろし）
声 - 浜田賢二
サーフショップ兼レストラン「BWH」のオーナー。44歳。ようこの父親で、まどかの叔父。地球へやって来たヴィラジュリオとコートの取り合いがきっかけで知り合いになり、彼とまどかが出会う切っ掛けを作る。涙もろい。まどか・ラン・ムギナミのことはとても大切に思っており、『season2』第10話でまどかたちが出撃する際、彼女らに弁当を渡して無事に帰るように伝える。
芹沢 颯太（せりざわ そうた）
声 - 井口祐一
ようこのアシスタントの海洋考古学者。23歳。ようこに好意を寄せており、彼女の無防備な姿に狼狽する様子も見せる。ようこと同じくファロスへの出入りを許され、ウォクスと古代語や伝承との関連性を調査している。第1部第12話でおにぎりを落とした際、偶然ラグランジェの花を発見する。

### ファロスのクルー
ノウムンドゥス財団が建造した前線基地の乗組員。田所以下のブリッジクルーは主に戦闘での指揮を行うが、それ以外にもウォクスの整備や移籍からの発掘物の解析に携わる者など、多くの人々が仕事に就いている。ファロス本体の詳細については「#ファロス」の項目を、ウォクスの詳細については「#オービッド」の項目を参照。
田所 正蔵（たどころ しょうぞう）
声 - 保村真
ファロス司令官。30歳。独身。堅苦しい場が苦手で、ネクタイを締めることを嫌い、言葉遣いも若干乱暴。元自衛官で、渡部は当時の上官。状況に振り回されやすい苦労人で、女性が関わると酷い目に遭うことが多い。また酒癖が非常に悪い。レ・ガリテとは協力関係にあり、ファロスに常駐しているモイドとは情報交換を行っている。キッスの大部隊の到来時はアステリアにウォクス・アウラの凍結解除を何度も要請し、それが聞き入れられないと全責任を負ってまどかを出撃させようとするが、直前でアステリアの許可が下りて腰を折られる。
渡部 えり（わたべ えり）
声 - 田中理恵
ファロス艦長。49歳。航行・索敵担当チームのリーダー。元自衛官で、田所の上官だった。ブリッジメンバーでは最年長の女性。
上原 はるか（うえはら はるか）
声 - 藤村歩
ファロスのブリッジクルー。18歳。管制担当チームのリーダー。ブリッジクルーでは最年少。眼鏡を掛けている。
ジェイムズ・ロウ
声 - 川田紳司
ファロスのブリッジクルー。27歳。通信担当チームのリーダー。フォギュアオタクで、ブリッジの自分の席にロボットのフィギュアを飾っている。

### ノウムンドゥス財団
ファロスの建造やウォクスの運用に関わっている財団。1820年代に設立され、ウォクス・コアを発見・保管してきた。
アステリア・リーザマリー・ド・ロシュフォール
声 - 金元寿子
ノウムンドゥス財団の会長代理。実年齢は不明（『season2』で正体を明かした際、冗談交じりで20010歳にしておいて欲しいと話している）。外見は少女ながら実質的な決定権を持ち、合衆国大統領にすら電話1本で命令できる程であり、実質的には地球側の代表者的立場にある。経緯は不明だが、アレイを専属メイドとして側に置いている。ランに「わん」という嘘の地球の挨拶を教えた張本人。「ウォクスの伝説」やユリカノの消息について知っており、メモリアを胸元に持つ。自らを「この宇宙を安寧と惨禍で創った永遠のループに引き込んだ魔女」と呼ぶなど、物語の鍵を握る重要人物。外見とは裏腹に尊大かつ大胆な性格の持ち主で、「わん」の一件をはじめ、真顔で相手をからかう一面もある。一時ウォクス・アウラの凍結を命じるが、第11話でようこの説得を受けて凍結を解除する。
『season2』では対立していたランとムギナミに地球へ亡命するよう提案し、ポリヘドロン千年問題を扱う国際会議の前に、ディセルマインとヴィラジュリオの二人きりでの会談をセッティングする。ディセルマインが鴨川上空に輪廻を開いた際は「2万年前と同じことが起ころうとしている」と恐怖するが、捕縛されたモイドに対して自分たちのすべきことはまどかたちを信じることだと告げる。

### ポリヘドロン
地球から約50光年離れた宙域にある連邦国家。レ・ガリテ、デ・メトリオ、パ・ドロス、ラ・クインテバリテ、テ・バリテ、ン・ヤガ、ア・ラマーンの7つの恒星系国家で構成され、総人口は1000億人。有効半径は10光年にも及ぶ。2万年前に「ウォクスの伝説」によって地球を離れた人類の末裔であり、4000年もの旅路の果てに発見した散開星団を元としてさまざまなテラ・フォーミング技術を用い、長い時間をかけて今の星間国家を作り出した。地球を聖域（不可侵領域）として地球側との交流を絶っていたが、現在はウォクスを求め、地球との接触を図っている。

#### デ・メトリオ
ポリヘドロンの構成国家の1つ。キリウス、イゾ、アレイの出身惑星。ヴィラジュリオは元王子で、ユリカノは第1皇女。ポリヘドロンではレ・ガリテに次ぐ大国で、皇族の誰かを常にレ・ガリテに常駐せねばならないという特使派遣制度がある。
ラクス・レストリネ・ハ・キリウス
声 - 野島健児
宇宙から鴨川に飛来したグループの1人。19歳。専用オービッド・リベルタスのパイロットで三人組のリーダー格。武人のごとく生真面目な性格で、物事を深読みし過ぎるが故にズレた言動を発することもある。またマニュアル型であり、まどかと交戦した際は彼女の予想外の行動に戸惑う。キッスの大部隊の到来時は、ヴィラジュリオと共に戦うことを一度は決意するが、ユリカノが望む方向を考えた結果、鴨川を守ることに方針を変更。鴨川を標的としたキッス艦隊の一斉砲撃をイゾやアレイと共に亜空フィールドで防ぐ。その後はアステリアが身元引受人となり、3人ともBWHに雇われる。
『season2』では、BWH海岸支店でウェイターをしている。実家は若干傾いてはいるが由緒正しい貴族であり、家督を継ぐためにアレイと2人でデ・メトリオに戻るが、レ・ガリテがデ・メトリオに対して攻撃を始めたことに気付き、船長を脅して地球へUターンしてイゾと合流する。
漫画『輪廻のラグランジェ 〜暁月のメモリア〜』（以下、『暁月のメモリア』）では、王立軍教育航空アカデミーの生徒で、剣術の大会で常に優勝してきたとされる。また、ユリカノの入浴を率先して覗きに行こうとするなど、コミカルな面も見せる。タイラの部下となり逃げたイゾを追うが、元々タイラが嫌いだったこともあり、嫌気が指して指揮下を離れ、イゾと合流する。
ソフィロ・カリア・ロス・イゾ
声 - 吉野裕行
宇宙から鴨川に飛来したグループの1人。18歳。専用オービッド・ウォルンタスのパイロット。一見好戦的だが、仲間想い。
『season2』では、BWH海岸支店の厨房を任されている。キリウスとアレイがデ・メトリオに戻る中、料理の修行をしたいと1人地球へ残るも、レ・ガリテがデ・メトリオに攻撃を始めたことを見てオービッドで宇宙へ上がり、Uターンしてきたキリウスたちと合流する。
漫画『暁月のメモリア』の主人公。王立軍教育航空アカデミーの生徒で、タイラから追われる身となり、幼馴染のサヌを連れて逃亡する。タイラの下を離れたキリウスやアレイと合流し、サヌを連れてデ・メトリオを離れることを決意する。
ダノン・シ・アレイ
声 - 松岡禎丞
宇宙から鴨川に飛来したグループの1人。17歳。専用オービッド・テネリタスのパイロット。独断で最初に地球へ襲来してまどかのウォクス・アウラと対戦するが、ジャーマン・スープレックスで投げ飛ばされて敗北。機体ごと鹵獲されてファロスの捕虜となるが、何者かの手引きによって脱走する。その後の消息は不明だったが、第8話でメイド服を着てアステリアの専属メイドとなっていたことが判明。キリウスやイゾと合流してからも、服がこれしかないという理由でメイド服姿で行動している。
『season2』では、BWH海岸支店でメイド服姿でウェイターをしており、彼に会うためのリピーターもいる。王立軍のアカデミーの教官になるためにキリウスとともにデ・メトリオに帰国するが、レ・ガリテの宣戦布告を受けて途中でUターンして地球に戻る。
漫画『暁月のメモリア』では、王立軍教育航空アカデミーの生徒で、2年はかかる基礎教育課程を半年で終わらせた天才。常にゲーム機で遊んでいる。タイラの部下となり、逃げたイゾを追う。キリウスが部隊を抜けた後も残っていたが、拷問を受けるテミスの姿を見て部隊に留まる自分自身に嫌悪感を抱き、彼女を救出して脱走する。
デ・メトリオ・ル・ユリカノ
声 - 伊瀬茉莉也
デ・メトリオの第1皇女で、ヴィラジュリオの妹。20歳。ミリティア・ゾデアの惨劇を引き起こした人物で、死亡扱いとなっている。物語の重要な鍵。第1期最終話でまどかの前に現れ、パイロットとしてウォクスに選ばれたことに悩むまどかに重要な示唆を与える。
『season2』ではミリティア・ゾデアの惨劇からディセルマインに救われ、レ・ガリテで保護されていた事実が判明。本来の意識を輪廻の向こう側に置いてきているために記憶喪失のようになっており、子供の頃の性格や口調になっている。ディセルマインには懐く一方、ヴィラジュリオやキリウスたちのことなど、記憶喪失以前の重要なことは教えられていない。まどかと身体が入れ替わった際に、実はディセルマインの許嫁で現在でも彼を愛しており、愛する人と兄が争うことに心を痛め、輪廻を開く力を持つ自らを亡き者にするためにミリティア・ゾデアの惨劇を起こしたことが判明している。最終話では輪廻の世界へやって来たまどかたちに対し、多数の命を巻き込んだけじめとしてディセルマインと共に崩壊する輪廻の世界に残ると言うが、まどかの説得を受けて脱出し、キリウスたちと再会を果たす。その後、王位を退いたヴィラジュリオに代わってデ・メトリオの女王となる。
キリウス・アレイ・イゾはかつて王立軍教育航空アカデミーで教育実習生だった時の教え子であり、3人がユリカノを思う気持ちは恋愛感情を越えて非常に強固なものである。オービッドの操縦技術に秀で、キリウスたち3人との連携攻撃は非常に強力。

#### レ・ガリテ
ポリヘドロンの構成国家の1つで、ポリヘドロン内で最も強大な軍事国家。連邦制を敷く。かつてはデ・メトリオと同盟関係にあったが、パ・ドロス戦役後に同盟を破棄、現在デ・メトリオとは対立している。ランとモイドの出身惑星で、国王はディセルマイン。
フィン・エ・ルド・シ・ディセルマイン
声 - 小野大輔
ランの兄。22歳。レ・ガリテの若き王。ランとモイドを地球へ派遣し、モイドにはウォクスの回収を急ぐよう伝え、回収部隊を向かわせている。第1期最終話で自ら艦隊を率いて地球へ飛来し、ヴィラジュリオとキッス艦隊を排除。その後、ランたちと共に母星へ戻る。これを機に、地球とレ・ガリテは友好国として正式に同盟関係を結ぶ。
『season2』ではランを使ってウォクス粒子の制御実験を行うが、その際にランの精神が崩壊しても構わないと話すなど、非道な面を見せる。かつてミリティア・ゾデアの惨劇から助け出したユリカノを秘密裏に側に置いているが、その目的はポリヘドロン1千億の民の命を守るという名目のもと、ポリヘドロン千年問題の解決のためにウォクスの力を使ってデ・メトリオの星系を破壊することであり、極秘裏にユリカノやまどかの利用を企むが失敗。ヴィラジュリオと和解し、デ・メトリオと友好関係を結び直す。国際会議では「ポリヘドロン千年問題の解決のためにウォクスを使用しない」と明言し、ランに今までの扱いを謝罪する。
しかしモイドにたぶらかされて自らウォクス粒子の実験体となり、かつて裏切られた（と誤解している）ヴィラジュリオへの憎悪を掻き立てられて強制的に身体にメモリアを刻み付ける。そしてデ・メトリオに対して一方的に宣戦を布告、向かってきたヴィラジュリオに対しては『お前を殺せればそれでいい』と吐き捨て、アルヴィリウムのコクピットを踏み潰す。さらに感情に身を委ねて暴走を加速させ、輪廻の輪で地球全土を覆いつくすが、その根底には今もヴィラジュリオとの友情と信頼があることに気づいたまどかたちに投げ飛ばされて敗北。まどかたちに連れられて元の世界に帰還するが、その際に体が若返っている。後に王位をランに譲り、ヴィラジュリオと共に王の座を退いている。
バランス・T・モイド
声 - 興津和幸
ランのお目付け役で、ディセルマインの秘書官的存在。23歳。ポリヘドロンにおけるウォクス研究の第一人者であり、ファロスにアドバイザー的立場で駐在する。丁寧な口調だが、物腰は慇懃無礼。好物はプリン・ア・ラ・モード。ウォクス・アウラが発生させた輪廻に並々ならぬ興味を見せる。
レ・ガリテ艦隊到着後、ランと共にレ・ガリテへ帰還するが、『season2』でディセルマインと地球へ飛来し、再びファロスに滞在する。第8話でファロスに保管されていた石板からウォクス・コアを入手し、逃亡。ポリヘドロンでも指名手配となるが、ディセルマインに匿われ、ヴィラジュリオへの憎悪を抱かせるとともに彼の身体にメモリアを刻み付ける手助けをする。
彼の正体はアステリアと同じく2万年前の人間で、古レ・ガリテ王国の下級官吏である。ウォクス・イプシエンスの開発に関わり、ミリティア・ゾデアの惨劇にも加担するなど、メイクンとウォクスの歴史をずっと見てきており、自身が捏造したウォクスの伝説の通りの光景を再現し、『輪廻の背後にいるであろう偉大なる何者かの意志を感じ、その者の声を聴く』という野望を実現するため、己の全てを開放して声を聴かせてくれる存在としてディセルマインに目を付けて接触。その野望は達成寸前のところまで行くが、まどかたちの活躍により失敗に終わる。自身もようこの鉄拳に倒れてノウムンドゥス財団に捕縛され、最後は体がウォクス粒子となって消滅する。
メイクン
2万年前の地球に存在した文明「ウェトムンドゥス」の古レ・ガリテ王国を統べていた女王。戦乱を鎮めるべくウォクス粒子を用いたオービットの開発を推進していたが、平和実現を望まない反メイクン派により害された結果ウォクスが暴走し、「ウォクスの伝説」を引き起こす。アステリアのかつての姿。搭乗機はウォクス・イプシエンス。

### 反ポリヘドロン義賊同盟「キッス」
レ・ガリテが主導権を握る現在のポリヘドロンの在りようを変えるために結成された組織。頭領はヴィラジュリオ。ムギナミも組織の一員である。デ・メトリオやレ・ガリテ出身の者もいるが、大半は惑星ウ・ゴーの出身者で構成されている。『season2』ではヴィラジュリオのデ・メトリオ国王就任に伴い、キッスの戦力や人員はそのままデ・メトリオ正規軍に組み込まれている。
デ・メトリオ・ル・ヴィラジュリオ
声 - 中村悠一
反ポリヘドロン義賊同盟「キッス」の頭領。22歳。専用オービッド・アルヴィリウムのパイロット。デ・メトリオの元王子で、ユリカノの兄。ディセルマインやランとも旧知で、ディセルマインのことは「ディセル｣と呼ぶ。親友だと思っていたディセルマインの手で惑星ウ・ゴーへと追い落とされ、その際に貧困生活をしていたムギナミと出会う。後にグラニアたちと「キッス」を立ち上げ、ムギナミを組織に誘う。まどかからは「ジュビジュバ」、「ヴィランジュリオン」、「ジュビ兄」などと呼ばれている。
再会したムギナミに対して勝手にウォクス・イグニスと接触したことを責めて突き放し、まどかたちにウォクス全ての破壊を要求。受け入れられない場合は、ファロスごと沈めると宣戦布告する。一方で極秘裏にアステリアと接触し、ウォクスの譲渡もしくは機能停止を求めるなど、豪放磊落に見えて知略にも長けている。アステリアに要求を拒否されると地球へ到着したグラニア率いる艦隊と連携してウォクスを破壊しようと画策し、戦闘ではムギナミを圧倒。突如機能停止したまどかのウォクス・アウラを破壊しようと詰め寄るが、地球に現れたディセルマインの攻撃を受けて傷付き、ムギナミに助けられて撤退。その後、デ・メトリオへと帰還して素性を明かし、国王に就任する。
『season2』では国王としてデ・メトリオの民のことを常に考え、落ち着いた雰囲気を醸し出している。レ・ガリテとの友好関係を結び直して以降は、誰に何を言われてもディセルマインのことを最後まで信じるという信念を貫いた結果、自機のコクピットをディセルマインに踏み潰されるが、かろうじて一命を取りとめる。最終話ではユリカノに王位を譲っている。
web短編小説『碧落のメモリア』の主人公。また漫画『暁月のメモリア』では、タイラに追われるイゾやサヌの前に姿を現す。
グラニア
声 - 中島愛
「キッス」のメンバー。21歳。有能な前線指揮官で、ヴィラジュリオを敬愛している。艦隊を率いて地球へ向かい、衛星軌道上から戦闘を指揮する。ヴィラジュリオがデ・メトリオの王子だった時代から付き従っている忠実な臣下で、キッスの立ち上げにも貢献している。
ヴィラジュリオとディセルマインの和解後もディセルマインに対して不信感を抱き、ヴィラジュリオの身を案じる。最終決戦では乗艦をレ・ガリテの旗艦に横付けして内部に乗り込み、レ・ガリテに対して停戦協定を受諾させる。

## 登場メカニック

### オービッド
本作に登場するロボット（人型兵器）は、「オービッド」の総称で呼ばれる。その戦闘能力は高く、モイドによると「地球の科学では歯が立たない」。多くのオービッドは「亜空粒子」と呼ばれる高エネルギーを得る事ができる粒子を機体の稼動や武装に使用している。

#### ウォクス・シリーズ
地球側のオービッド。全3機がファロスに配備されており、地球防衛の要となっている。地球上で3個発見されたウォクス・コアを基に建造されており、ウォクス粒子で稼動する。性能はポリヘドロン製のオービッドを上回っており、敵の亜空フィールドを突破するためにモイドによって提案された戦闘機型のピアサー（開口琴）形態と、人型のウォーリア（闘士）形態の2つの形態に変形することができる。機体の起動と制御はパイロットの皮膚電位活動（SPA）によって行われるため、パイロットの個体差がそのまま機体の性能差に直結する。パイロット側から操縦系への干渉は「生体感応制御波」と呼ばれ、制御波レベルの上昇と共に機体出力もアップするという特性を持つ。コックピットは全天周囲式。操縦にはメモリアと呼ばれる印が必要となる。固定武装は持たず、武器やシールド展開機構を腕にアタッチメント装着して戦う。2万年前のウォクスの伝説にも密接に係わる機体であり、デ・メトリオ、キッス、レ・ガリテの3勢力はこの機体の鹵獲もしくは破壊を狙っている。メモリアを持つパイロットとウォクスとの結びつきは非常に強固なものであり、『season2』第6話では、3機とも自律的にファロスから発進し、地球軌道上で窮地に陥ったまどかたちを救出している。モイドによれば、ウォクスは輪廻の向こう側の世界とこちらの世界の橋渡しを務めるインターフェースであるとのこと。
ウォクス・アウラ

パイロットは京乃まどか。白色にエメラルドグリーンの差し色の機体。鴨川沖で最も原型に近い状態で発見されたウォクス・コアを基にしており、旧称はカモガワ・モデル。アウラとは、古代語で「風」を意味する。まどかは機体の色から連想して、本機に「みどり」という愛称を付ける。
第1期第6話で、ファロスが開発した刃を発熱させて敵を斬撃する32式試作ソードを仮の武装として装備。その後、亜空粒子を応用してライフルモードとソードモードに対応する「プロムス」、半透明の円形の亜空ゲートを形成し、敵弾を吸収するシールド「イテム」が武装として使用可能となる。
まどかが輪廻の輪を開いた事で、アステリアの命令により機能を凍結されるが、第11話にて解除。最終話で突如として機能を停止し、以降は何をしても起動しなかったが、『season2』第1話でまどかの一喝とパンチを受けて再び起動する。

ウォクス・リンファ

パイロットはラン。白色にブルーの差し色の機体。バミューダ沖で発見されたウォクス・コアを基にしており、旧称はバミューダ・モデル。地球で最初に起動したウォクス。ウォクス・アウラと異なり、スタビライザー防護用のフィンは開発過程で取り付けられている。リンファとは、古代語で「水」を意味する。ランは本機に「オルカ（ラテン語でシャチ）」という愛称を付ける。
第6話でファロスが開発した120mm試作マシンガンを仮の武装として装備（亜空粒子を使わない実弾兵器で、命中精度は低い）。その後、亜空粒子を応用したライフル「ユールム」と敵の攻撃に反応しオートで展開するリンファ専用大型シールド「トランテム」が武装として使用可能になる。ユールムは通常のライフルモードや連射性能の高いマシンガンモード、さらに銃口から刃を伸ばしたレイピアモードにもできるほか、ピアサー形態でも射撃可能。

ウォクス・イグニス

パイロットはムギナミ。白色にオレンジの差し色の機体。マダガスカル沖で発見されたウォクス・コアを基にしており、旧称はマダガスカル・モデル。保管状態の悪さをリカバリーするため、補強パーツが多く使われている。イグニスとは、古代語で「炎」を意味する。ムギナミは本機に「フーポォ（中国語で琥珀）」という愛称を付ける。
武装はイグニス専用に開発された、他機よりベイロードが高い二連装重火器「カスタッシュ」。肩部に装着するとキャノンモード（ピアサー形態でも砲撃可能）、両手に握ればハンドガンモード、本体を連結させると近接戦闘に対応した両刃のロッドモードとなる。また、ウォクス・アウラと同じシールドの「イテム」を持つ。
『season2』では、デ・メトリオの技術を使ったマント状の相転移亜空シールド「デ・ラキュロス」を装備している。

ウォクス・イプシエンス

『season2』の回想シーンにて登場。パイロットはメイクン。2万年前の地球で彼女が乗っていた初代ウォクス。当時の最新の技術の集大成ともいえる機体で、ウォクス・システムを最初に搭載したオービッド。アクセレータ（加速器）の小型化技術が上手くいかず、機体が大型化している。後に「ウォクスの伝説」と呼ばれる暴走・惨劇を引き起こし、コアはウォクス・アウラ、ウォクス・リンファ、ウォクス・イグニスの3つに分裂している。

#### デ・メトリオのオービッド
デ・メトリオの王立軍教育航空アカデミーの生徒の設計データを基に、技術研究本部にて開発されたキリウスたち専用のオービッド。機体の開発にはユリカノも関わっている。3機とも共通のプラットフォームを持つ。コクピットは3つのパーツからなり、機体に急制動がかかった場合はパーツ同士が結合してパイロットを保護する。全機体が共通して黒い円錐状の防御膜、亜空フィールド「アルキスタ」を展開する能力を持ち、フィールドは全身を覆うように展開することもできる。亜空フィールドはファロスに配備されたレーザー砲やミサイルをことごとく無効化する防御力を発揮し、3機揃って展開を行うと、戦艦クラスの宇宙艦隊の一斉射撃すらも防ぐことが可能。また、3機が完全に連携した場合は中規模の軌道要塞すら制圧できるという。各機とも黒を基調としたカラーリングが特徴。
リベルタス

パイロットはキリウス。黒色に紫色の差し色が特徴。武装は刀身の長さを変更できる二振りの亜空ソード「ウルグラウン」と亜空ロッド「ウルタッシュ」のみで、火器を持たない。ウルグラウンは長さのみならず、日本刀と同様に峰打ちモードでの攻撃もできる。また、刀身は鞭のような形状に変化もできる。

ウォルンタス

パイロットはイゾ。こげ茶色にオレンジがかったイエローの差し色が特徴。武装はクワガタムシの顎のように突き出た二門の亜空砲「デクンター」と、二振りの亜空メイス「ペルトゥス」。亜空砲は威力よりも速射性を重視している。また、亜空メイスはブーメランのように戻ってくる投擲武器としても使用可能。遠近どちらの距離でも戦えるオールラウンダー。

テネリタス

パイロットはアレイ。濃紫色にピーコックブルーの差し色が特徴。両肩部の二門の亜空砲「デミセラー」と、亜空ソード「プルグラウン」を武装に持つ中距離支援機。亜空砲はコライダー（高エネルギー放出のための特殊な加速器）も兼ねている。第1期第1話にてウォクス・アウラと交戦し、ジャーマン・スープレックスを受けて沈黙。ファロス側に鹵獲されるも、第4話でアレイがファロスを脱走した際に奪還される。

レギトゥス

『season2』から登場。デ・メトリオ軍の主力量産オービッド。亜空フィールド「アルキスタ」を初めて実装した機体。練習機となった機体も存在する。何度もアップデートを経ており、その総生産機数は43000機に及ぶ。主武装は腕部コネクタを介して装備される亜空ジャベリン「カウティカ」。遠距離戦ではエネルギー弾を射出し、密接交戦では亜空バリケードを展開する。

#### レ・ガリテのオービッド
レ・ガリテの正規軍が使用するオービッド。レ・ガリテはポリヘドロンの各国と協力し、次期主力オービッドの開発計画に着手した。その際に武装のユニットの共通化を提唱。最終組立は参加各国で行われるが、重要部品の購入はレ・ガリテと外交上の取り決めを結ばねばならず、量産機のマグドーラの生産は各国に負担を強いたまま始められ、結果としてマグドーラはレ・ガリテによるポリヘドロン支配を象徴する機体となる。
マグレーグル

レ・ガリテ王のために建造された聖なるオービッド。パイロットはディセルマイン。宮廷職人のプレゼンで仕様が決まる。ディセルマインより七代前の王の戴冠式の際に献上された機体で、以後数百年に渡り修理・改造をうけて維持されている。武装は斬撃だけでなく中央部から針状の亜空ビームを射出できる三又槍「デハスタ」や亜空ビーム砲「デウンド」、亜空ナックル「バットシーウス」を装備する。

マグフォート

ディセルマインの親衛隊「エクエス」専用のオービッド。マグレーグルと同タイプの機体で、武装は「デハスタ」に近似した亜空槍「イナセス」を装備する。機体生産数は少ない。実戦用、式典用といった装備のオプションが存在する。親衛隊はデリス、イルム、セロ、ルサカ、マノア、インハの6名で構成される。

マグドーラ

レ・ガリテ軍の主力汎用オービット。自国や占領地でライセンス生産をされている。操縦システムは半自動化されており、作戦や戦地により搭載兵装を換装して出撃する。
『season2』第4話で、ユリカノが鴨川に降下する際に搭乗、ファロスの迎撃を受けて不時着する。
マグドーラ・デウンド
マグドーラの亜空ビーム砲「デウンド」装備仕様。エネルギー生成のジェネレーターはマグドーラ本体を使うため、威力よりも速射性能を重視している。主に僚機の護衛任務に使われる。
マグドーラ・シーカ
マグドーラの実体弾装備仕様。使い捨ての短射程の4発の空対空ミサイルを装備する。使用後は発射ユニットを即座に切り離し、迅速に離脱する。主に敵地の制空権確保に使われる。
マグドーラ・ラーレ
マグドーラの亜空エネルギー波発生ユニット装備仕様。軍の中でも配備数は少ない。
『season2』第6話で、まどかの身体に意識が転移したユリカノが搭乗。ユリカノの高い技量もあって、多くのマグドーラを撃墜する。

マグオルトル

『season2』に登場。ディセルマインが搭乗する新型オービッド。モイドがファロスから持ち去ったウォクス・コアを元に、レ・ガリテの研究機関で秘密裏に開発されたもので、コクピット以外のパーツは特注品。その性能は従来のオービッドを凌駕するもので、新造のウォクスと呼べる機体である。手指は自在に変形でき、地球の「ウォクス・シリーズ」と同じくピアサー形態への変形も可能。武装は実体剣状の亜空ソードやピアサー形態時に放つ亜空ビーム砲。第10話では機体から黒いウォクス粒子を発生、輪廻を開く。それに伴い、白色を基調としていた機体色が黒色へと変化。第11話では輪廻の向こう側で機体を巨大化させ、紫色の大型剣「グラビテル」を作り出し、まどかたちの前に立ちはだかる。

#### キッスのオービッド
反ポリヘドロン義賊同盟「キッス」が使用するオービッド。キッスの装備や技術の発展には元レ・ガリテのオービッド工学者、ネリヤ・ケスクスタ卿が深く貢献している。彼は各地を放浪した末に惑星ウ・ゴーへと流れ着き、ヴィラジュリオの下でオービッド開発などを行った。
アルヴィリウム

パイロットはヴィラジュリオ。武装は大口径の高圧非相関型臼砲「デシウス」と両肩部に装備された2本の亜空ソード、さまざまな用途に使える両腕部のアンカー「スクラッチ」。両肩のソードラッチから紫の部分を引き抜くと、刃形成までの時間が短い亜空ソード「クラグラウン」、グレーの部分を途中から切り離すと、クラグラウンよりも巨大な刃を形成する亜空ソード「イングラウン」となる。デシウスはキッスの中で最も高価な装備（アルヴィリウム本体の3倍の値段）である。
アルヴィリウム・セペラ
『season2』から登場。デ・メトリオ正規軍にキッスの戦力が編入された際、国王となったヴィラジュリオのために改修が行われ、アルヴィリウムに装甲カウリングと背部コンフォーマル・タンクを新設し、ソードラッチを変更して新型の亜空ソード「エデゥスム」を装備。さらにデシウスが小型化され、左腕部に標準装備となった。また、防御装備として亜空フィールドが展開可能になっている。第10話にてマグオルトルとの交戦の末に大破する。

アルヴィティオ

キッスが大量生産に成功した有人型オービッド。デ・メトリオ製オービッドを参考に、パ・ドロスが独自に開発した機体「デルヌム」をベースにしている。さまざまな戦局に対応するため、右手は武器を保持する多用途グラブ、左手は接近戦用の大型クローとなっている。また、手持ち武装としてエネルギーを射出すると同時に円形のシールドを発生させる亜空ランス「パラディアク」を装備する。『season2』第1話で、グラニアがカラーリングが違う機体に乗り込んでいる。

トリロク

キッスが使用する無人型オービッド。内乱の絶えないン・ヤガで武装警察が配備している無人機を、キッスが輸送コンテナ船ごと買い取り改造を施した。二対の腕は亜空ランス「インパス」で、エネルギー弾を射出するほか、ソードも発生可能。主にコンテナ船で大量輸送される。

### 艦船

#### 地球の艦船
ファロス
ノウムンドゥス財団が建造し、ウォクスが配備されている移動型地球防衛前線基地。全長1キロメートル。かつてはロシュフォール家が世界中で集めた遺跡類を保管し、海洋調査を行う洋上プラットフォームであった。後に「灯台」の意味を持つファロスに改名される。武装として戦術高エネルギーレーザー砲台や対艦ミサイル発射装置などが搭載されているが、オービッドには効果的なダメージを与えられないため、主にウォクスの援護や牽制に使用される（亜空フィールドを持たない敵一般機には有効）。
第11話以降はレ・ガリテの技術を活用して対オービッド用光学兵器を配備したことに加え、防御装備としてファロス全体を覆うように亜空フィールドが展開可能となり、オービッドや宇宙艦艇からの攻撃に対してある程度の防御・反撃が可能となる。また、ベイロード・フェアリング内に武装を内蔵して高度50キロメートルまで打ち上げられる「F-VII型武装搬送ロケット」も発射可能。第6話では、これを使用してウォクス・アウラとウォクス・リンファに試作装備を届けている。作中では「艦船」とは呼称されていないが、海上を移動するため、便宜上本項目に含める。

#### デ・メトリオの艦船
デクアス級揚陸艦
かつて、デ・メトリオの王立海兵隊で運用されていた惑星上陸用舟艇に、極長距離恒星間航法ドライヴを搭載して再就役した揚陸艦。2枚のセイルが増設され、余剰の亜空粒子を推進エネルギーとして航行する。オービッド一小隊の格納が可能。同型艦は存在しない。キリウスたちが乗って地球へとやって来たが、ヴィラジュリオの手で破壊される。
メ・イディクス級装甲巡洋艦
デ・メトリオ軍の主力艦艇。先王（ヴィラジュリオの父）の時代にパ・ドロスに発注された。速力より航続・防御に重きを置いた設計になっている。
オルドラス級一等戦艦
デ・メトリオ艦隊の旗艦。パ・ドロスに発注された大型艦で、既に就役から50年以上が経過している。

#### レ・ガリテの艦船
エ・ポドス型高速巡洋艦
レ・ガリテ軍の主力艦艇。火力・防御力共に秀でており、揚陸戦にも優れる。オービッドを30機搭載可能。
王座艦ヴァシュワック
レ・ガリテ第3軍の艦隊旗艦。戦闘指揮と執政を同時に行えるよう、ディセルマイン自身がデザインをした。艦長はサルエマ。

#### キッスの艦船
キッスの装備や技術の発展に貢献したケスクスタ卿は、造船大国パ・ドロスの海軍とも繋がりがあり、無理な納期要求をするレ・ガリテに嫌気がさしていた海軍のバ・タイ・ジュ・アム大尉と連絡を取って叛旗を翻させ、彼女ら軍人や造船技術者を乗せた重砲艦2隻と高速巡洋艦18隻からなる艦隊をキッス側へと引き入れている。これにより、所有艦艇がプログリア級1隻しかなかったキッスは、一個艦隊を丸ごとを手に入れることができた。
プログリア級高速戦闘艦
ヴィラジュリオがデ・メトリオの王立軍教育航空アカデミーから拝受した宇宙船。惑星ウ・ゴーからの脱出に使われ、アルヴィリウムの輸送用に改造される。中央部にアルヴィリウムの出撃用ハッチがある。
エ・ブリタース級高速巡洋艦
パ・ドロスで生産されたキッスの主力艦艇。艦砲射撃・揚陸機能・極長距離恒星間航法ドライヴの全てにおいて完成された艦。艦底部のウェルドックに最大5機のオービッドを搭載可能。ファロスや鴨川へ、地球の軌道上から艦砲射撃を行う。
ウルトゥス級重砲艦
パ・ドロスで生産された全長2キロメートルもの大きさを誇る大型艦。1番艦のヴェロナスと2番艦のダッハウ2世の2隻が就役している。なお、ダッハウ2世はタジウス星雲でのキッスが実施したレ・ガリテのウォクス回収部隊の陽動作戦で大破し、地球にはたどり着いていない。
Ψ型コンテナ船
キッスで使用される無人機のトリロク輸送用のための旧式船。旧式ながらも極長距離恒星間航法ドライヴを搭載している。

## 用語

### 国家・組織
ノウムンドゥス財団
ファロスを建造した国際的な財団。「#ノウムンドゥス財団」も参照。
ポリヘドロン
地球から遠く離れた位置にある星間国家。「#ポリヘドロン」も参照。
反ポリヘドロン義賊同盟「キッス」
ポリヘドロンと敵対する組織。「#反ポリヘドロン義賊同盟「キッス」」も参照。
ウ・ゴー
ポリヘドロンの辺境に位置する惑星。ムギナミの故郷で、幼いムギナミはこの惑星の海岸でヴィラジュリオと出会った。「宇宙のゴミ捨て場」の異名を持ち、ポリヘドロンの犯罪者の流刑地として利用されている。空には常に厚い雲が垂れこめ、大地と海と大気は汚れて荒れ果て、人々の心は荒んでいる。ポリヘドロンの構成国家とみなされておらず、住民はポリヘドロンの住民票であるスター・レジスタを持たない。またオルガンバル星間紛争人権条約（後述）を批准していない。後に反ポリヘドロン義賊同盟「キッス」の拠点となる。
第1期の後日談となるOVA『鴨川デイズ』で、ヴィラジュリオによって全住民のデ・メトリオへの移住が行われ、『season2』最終回では、ムギナミ率いる鴨女ジャージ部キッス支部の主導による環境再生が進められている。

### 鴨川関係
ジャージ部
まどかが鴨女で行なっている活動およびその団体名。他の部活動の助っ人やイベントの手伝いが主な活動内容だが、その活動範囲は鴨女内にとどまらず鴨川市内全域におよび、鴨川市民の認知度も高い。引き受けたことは基本的に何でもやるが、人を悲しませる活動はしないのがモットー。ウォクスに乗って戦うことも、まどかにとってはジャージ部の活動の一環である。ランとムギナミが入部したことでまちこから部室を与えられるが、部を名乗ってはいるものの学校が承認した部活動ではない（学校は黙認している）ため、『season2』第8話で部室明け渡しの危機に陥る。
元はようこがまちこと組んで、母親を亡くして塞ぎこんでいたまどかを元気付けるために始めた活動である。
BWH
浩が経営するサーフショップ兼レストラン。まどかの自宅で、ランとムギナミが居候している。BWHは「Be With Hiroshi」の略だが、ランやムギナミや常連は「スリーサイズ」と呼ぶ。『season2』で、アレイ・キリウス・イゾをアルバイトに雇い、海岸支店（海の家）をオープンする。
鴨川エナジー
鴨川で販売されている飲料水。まどかやヴィラジュリオが愛好している。色はオロナミンCやリポビタンDのようないわゆる「健康ドリンク」を思わせる黄色。ランは飲んで気分を悪くし、キリウスも「最初の口さわりは爽やかだが、胃に届く頃にはどす黒い甘さを感じる」と言うなど、その味と飲み心地は飲む人間を選ぶ。
なお、「鴨川エナジー」は実際に商品化され、道の駅鴨川オーシャンパークなど、鴨川市内の一部店舗にて販売されている。

### 技術・兵器
オービッド
本作に登場する人型機動兵器の呼称。「#オービッド」も参照。
ウォクス
本作の主役機となるオービッド。全3機が存在する。「#ウォクス・シリーズ」も参照。
亜空粒子
ポリヘドロンで開発・研究されている、有用な基本粒子。高エネルギーを得る事ができ、オービッドの稼動や構成に根幹的に関わっている。各武装や「亜空フィールド」といった防御装備への流用もされている。この粒子は、2万年前の地球で大量に発見された。
ウォクス粒子
亜空粒子の中でも希少かつ未研究な素粒子。ウォクス・コアはこの粒子の結晶から構成されており、ウォクスはウォクス粒子をエネルギー元にして稼動する。
ウォクス・コア
ウォクスのコアとなる構造物。1820年に、2万年前の状態のままインド洋のマダガスカル沖で最初に発見された（通称：マダガスカル・モデル、後のウォクス・イグニス）。続いて1960年に大西洋のバミューダ諸島で2つ目が発見（通称：バミューダ・モデル、後のウォクス・リンファ）、さらに2022年に太平洋の鴨川沖で3つ目が発見された（通称：カモガワ・モデル、後のウォクス・アウラ）。これらのコアは発見に関わったノウムンドゥス財団により管理され、レ・ガリテの先遣調査団が彼らと秘密裏に接触し、「ウォクス・シリーズ」の開発に繋がる。
なお、これら3個以外にもウォクス・コアが2個存在していた事実が『season2』にて判明する。うち1個は「ミリティア・ゾデアの惨劇」でユリカノが使用したもので、レ・ガリテによって秘密裏に回収されていたが第6話にて消滅。もう1個はファロスの石板からモイドが作成して持ち出したもので、マグオルトルに搭載される。

### その他の用語
メモリア
まどか、ラン、ムギナミの体に印されている紋章。ウォクスと接触すると体に印が刻まれ、操縦が可能となる。
誰でもメモリアを持てる訳ではなく、また、メモリアを持たない者はウォクスのパイロットになることができない。モイドによれば、輪廻の向こう側の世界とこちらの世界の橋渡しのインターフェースであるウォクスが、2つの世界の行き来を認め与える証こそメモリアであるという。
ウォクスの伝説
2万年前の地球には「ウェトゥムンドゥス」という国家群を中心とする高度な文明が存在しており、現在でいう素粒子物理学などの科学技術を用い、その時代に発見された亜空粒子を使って星域間移動までもを実現していたが、「ウォクス」の暴走によって滅亡状態となり、生き残った人類は地球を離れたというもの。ポリヘドロンに口述伝承として伝えられている。2万年前に暴走したウォクスは1機だが伝承では3機となっているなど、事実と異なる部分があるが、これらはポリヘドロンにおける口述伝承が実はモイドの捏造であり、彼が理想とする輪廻の開き方や輪廻の在り方を現しているからである。
輪廻（輪廻の輪）
第1期第6話でまどかとウォクス・アウラが引き起こした現象。ウォクスのパイロットが怒りや悲しみなどに囚われて精神的に不安定な状態に陥ると、ウォクスから大量のウォクス粒子が発生して暴走状態になる。周囲では物理法則を無視して物質を破壊する「亜空変形」が発生し、さらに「輪廻の扉」と呼ばれる別世界（作中では向こう側の世界と呼んでいる）への入り口を開く。この「向こう側の世界」は、メモリアを持つ人間の心に繋がっている。この現象が起こると、付近一帯に雪のようにラグランジェの花が降る。2万年前の「ウォクスの伝説」や、「ミリティア・ゾデアの惨劇」もこれによるもの。モイドによれば、人の心に通じる場所であり、メモリアを持つ人間とウォクスの関係が深いほど、その人間の心が輪廻の力に転化されるとのこと。
ラグランジェ
レ・ガリテに生息する植物で、5枚の花弁を持つ白い花を咲かせる。輪廻の発生と共に出現するのはこの植物の花である。地球に生息しているかは不明だったが、第1期最終話にて颯太がファロス内で自生している個体を発見。その後『season2』第1話でマダガスカル沖で化石が発見されている。花言葉は「自由」「魔力」「慌て者」。
オルガンバル星間紛争人権条約
ポリヘドロンの構成国家、ン・ヤガとア・ラマーンの国境で発生した紛争により他国の民間人が死傷し、紛争当事国の戦争犯罪や貧困が問題となった。そのため、二国間の調停に入ったレ・ガリテが規約案を提出し、ア・ラマーンの衛星オルガンバルにて人権条約が可決された。なお、惑星ウ・ゴーは条約を批准していないため、もしムギナミなどのウ・ゴー出身者に危害が及べば星間外交問題に発展しかねないとされる。
スター・レジスタ
ポリヘドロンにおける住民登録票。惑星ウ・ゴーの出身者はポリヘドロンに所属しないため、これを持たない。
パ・ドロス戦役
ポリヘドロン構成国家の中で最も若く辺境のパ・ドロスは、脱ポリヘドロン主義を標榜していたが、それをレ・ガリテから警戒されてしまう。当時のジュディアーノ王子は反レ・ガリテの民意を汲んで挙兵したものの、戦役は連合国の勝利に終わった。ヴィラジュリオは戦争を回避するためにディセルマインにも明かさず極秘裏にパ・ドロス側と接触するが、これがレ・ガリテに対する背信行為とみなされ、惑星ウ・ゴーに流される。ヴィラジュリオのこの一連の行動は、無二の親友の裏切りとしてディセルマインの心に深く刻み込まれて二人の確執の原因となり、さらに『season2』でディセルマインが輪廻を開くきっかけともなる。
ミリティア・ゾデアの惨劇
当時19歳のユリカノが引き起こしたとされる事件。ウォクスの研究施設がおかれていたデ・メトリオの衛星ミリティア・ゾデアで、ウォクスの実験体に志願したユリカノが輪廻を発生させ、ミリティア・ゾデアは崩壊。ユリカノは輪廻の向こう側に消えてしまい、消息不明となる。
ポリヘドロン千年問題
『season2』で明らかになった、レ・ガリテとデ・メトリオの争いの原因。レ・ガリテ星系とデ・メトリオ星系の軌道が干渉し合い、将来的に二つの星系が崩壊すると予測されている。ディセルマインはウォクスを手に入れて輪廻の力を完全に掌握し、デ・メトリオの恒星系を破壊して衝突を回避しようと画策しており、一方のヴィラジュリオはこれを阻止しようとしている。『season2』最終話にて、両星系の軌道に大幅な変化があったことが分かり、問題は回避された。

## 作中に登場する鴨川の名所・名物
鴨川松島
まどかたちの住むBWHの近くに位置する島。第1期第7話でまどかたちが島周辺の海岸で、夜の月明かりの下、全裸で戯れる。
鴨川シーワールド
鴨川を代表する海洋レジャーセンター。第1期第8話でランの誘いにより、まどかたちが訪れる。
魚見塚展望台
鴨川の市街地と太平洋を望むことができる展望台。ここにある「誓いの場」に「誓いの鍵」を付けて誓いを立てる。第1期第12話でまどかとランが再び会うことを約束し、『season2』第8話では3人でウォクスを戦闘に使わないという誓いを立てる。
おらが丼
鴨川の町おこしでPRしている丼料理。市内の飲食店で各々趣向を凝らして販売している。おらが祭で3年2組が用意した他、BWHにも「おらが丼定食」というメニューが存在する。
さんが焼きバーガー
房総半島の郷土料理であるさんが焼きをバンズで挟んだハンバーガー。BWHの人気メニューにして、まどかの好物。
大山千枚田 棚田の夜祭り
『season2』第8話でレ・ガリテとデ・メトリオの友好の証として、アステリアの命によりポリヘドロンにも中継される。キリウスたちが作業を手伝い、ウォクス3機の気球が用意される。

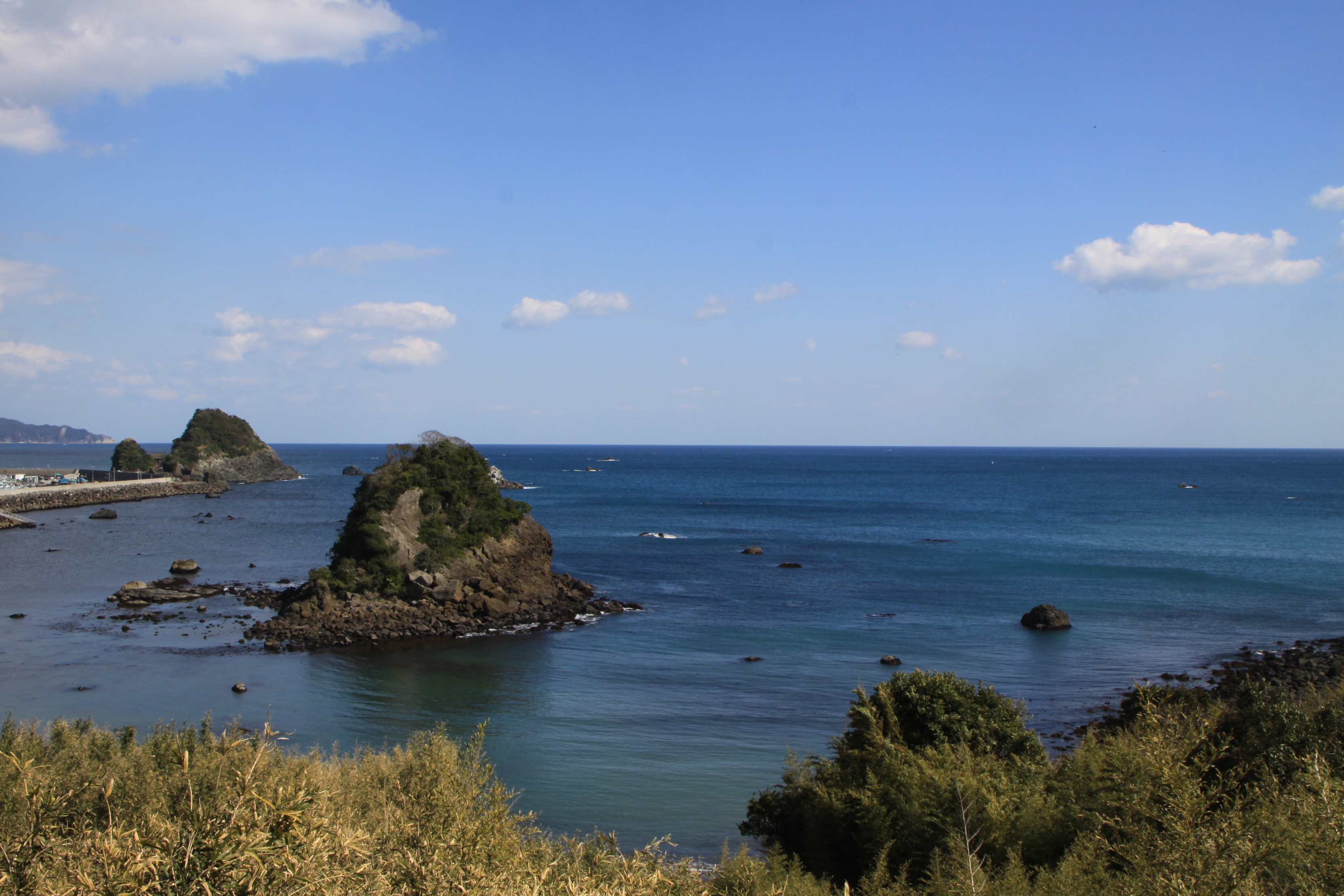
第1期第7話にてまどかたちが戯れた海に位置する鴨川松島
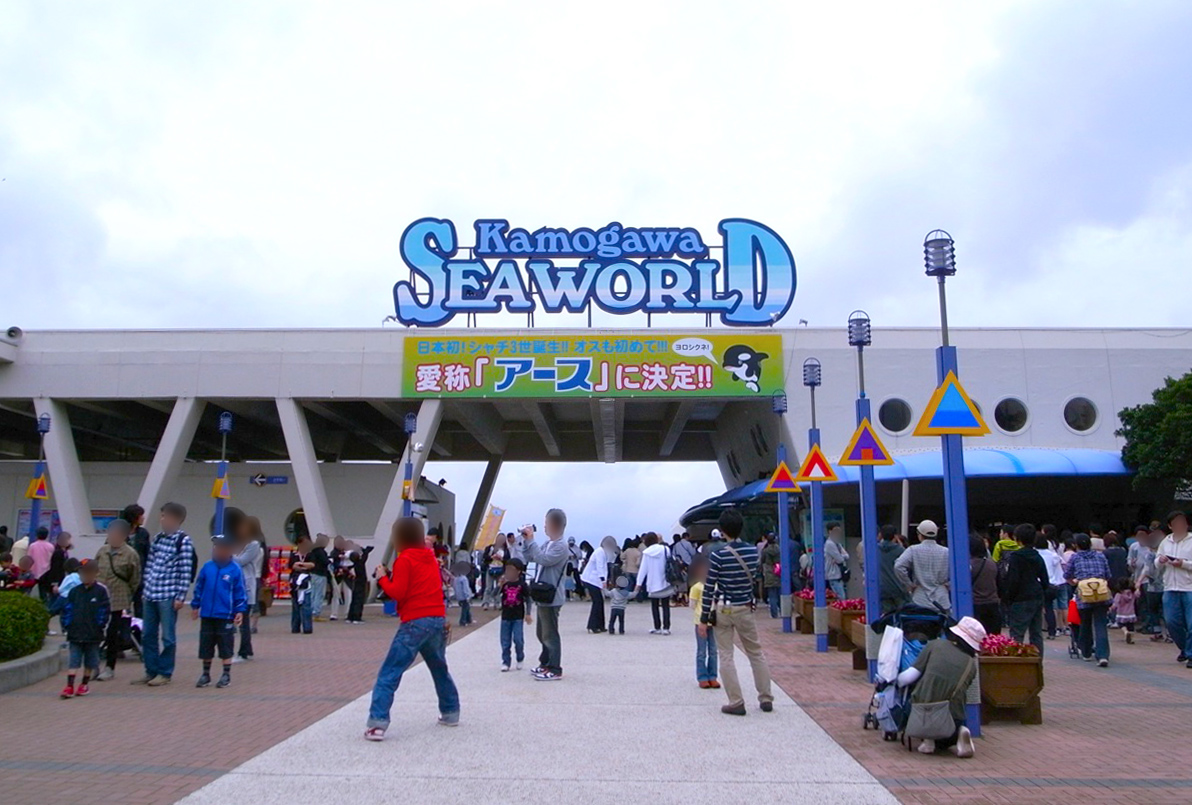
第1期第8話にて登場した鴨川シーワールド
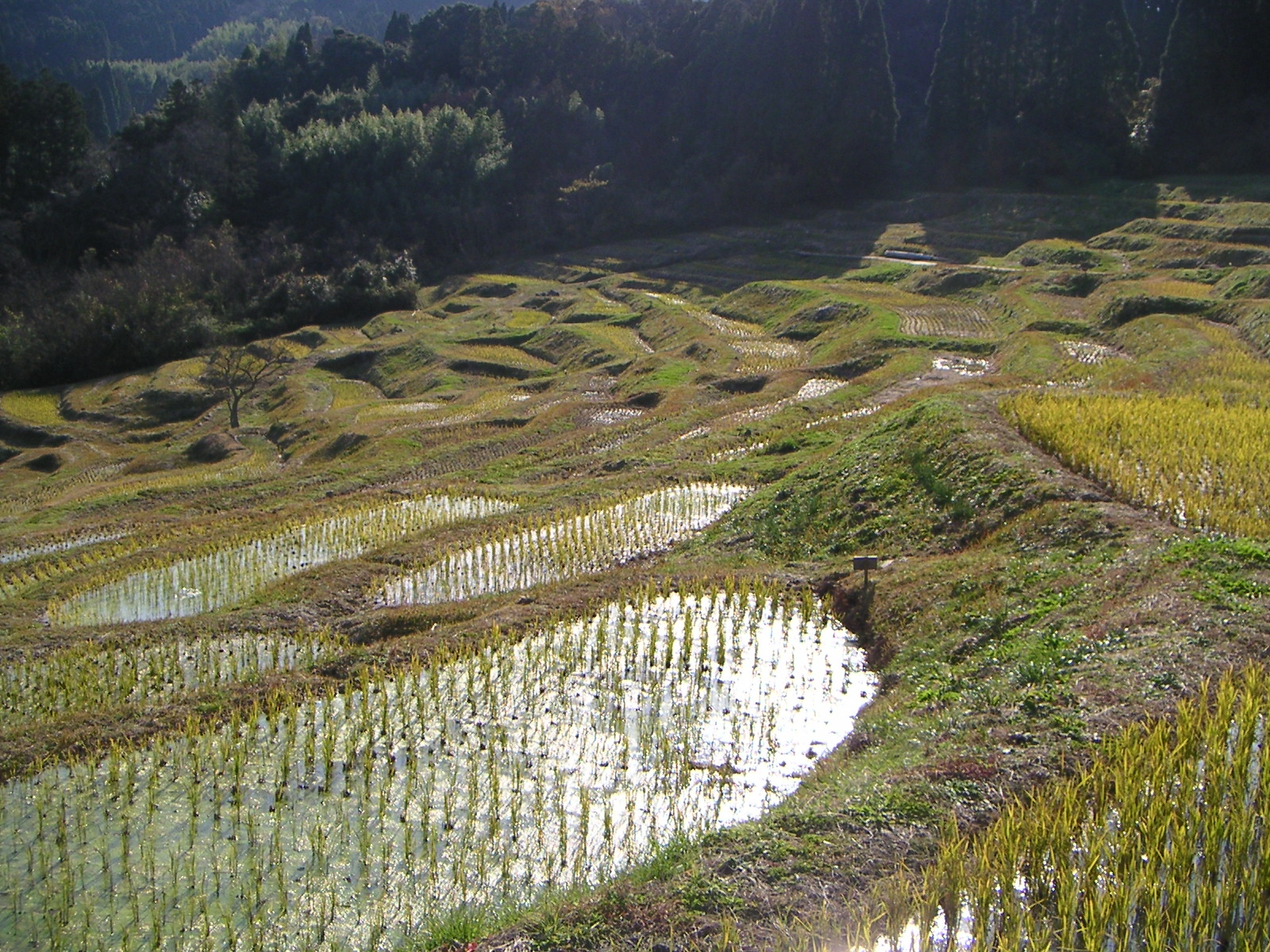
『season2』第8話にて登場した大山千枚田

## スタッフ
- 原作・制作協力 - Production I.G[32]
- 総監督 - 佐藤竜雄[32]
- 監督 - 鈴木利正[32]
- シリーズ構成 - 菅正太郎[32]
- キャラクター原案 - 森沢晴行[32]
- キャラクターデザイン - 乘田拓茂[32]、小林千鶴[32]
- オービッドデザイン - 日産自動車 グローバルデザイン本部[32]（大須田貴士、菊地宏幸、村林和展）
- メカ総作監 - 松村拓哉
- CG制作 - グラフィニカ
- プロップデザイン - 原由知、寺岡賢司、曽野由大
- 美術監督 - 渡辺三千恵
- 美術設定 - 小木斉之
- 色彩設計 - 関本美津子
- 撮影監督 - 青木隆
- 3DCGラインディレクター - 白井宏旨
- 3DCGアニメーションディレクター - 本間健太郎
- 編集 - 坂本久美子
- 音響監督 - 明田川仁
- 音楽 - 鈴木さえ子、TOMISIRO
- 音楽プロデューサー - 福田正夫
- 音楽制作 - フライングドッグ
- 企画・プロデュース - 大河原健、諏訪道彦
- プロデューサー - 菊川裕之、北田修一、平澤直、川北健、小岐須泰世、伊藤将生（第2期）
- アニメーションプロデューサー - 千野孝敏
- アニメーション制作 - XEBEC
- 製作 - ラグランジェ・プロジェクト（バンダイビジュアル、読売テレビ、フライングドッグ、Production I.G、サミー、博報堂DYメディアパートナーズ）

## 主題歌
第1期
オープニングテーマ「TRY UNITE!」
作詞 - サエキけんぞう / 作曲・編曲 - Rasmus Faber / 歌 - 中島愛

エンディングテーマ
「Hello!」
作詞・作曲・編曲 - 北川勝利 / ストリングス編曲 - 長谷泰宏 / 歌 - 中島愛
第12話では、オープニングテーマとして使用された。
「TRY UNITE! -Rasmeg Duo-」（第12話）
作詞 - サエキけんぞう / 作曲・編曲 - Rasmus Faber / 歌 - 中島愛
挿入歌「ジャージ部のうた」（第3話、OVA）
作詞 - 千野孝敏 / 作曲 - 鈴木さえ子、TOMISIRO / 歌 - 京乃まどか（石原夏織）

第2期
オープニングテーマ「マーブル」
作詞 - 岩里祐穂 / 作曲・編曲 - Rasmus Faber / 歌 - 中島愛

エンディングテーマ
「ジャージ部魂!」（第1話 - 第3話、第7話 - 第9話）
作詞・作曲・編曲 - DANCE☆MAN / 歌 - 鴨女ジャージ部（石原夏織、瀬戸麻沙美、茅野愛衣）
「忘れないよ。」（第4話 - 第6話、第10話 - 第12話）
作詞・作曲 - 矢吹香那 / 編曲 - 清水信之 / 歌 - 中島愛
「あの日の海」（11.5話）
作詞・作曲 - 矢吹香那 / 編曲 - 島田昌典 / 歌 - 中島愛

挿入歌「Flower in Green」（第8話）
作詞・作曲・編曲 - Rasmus Faber / 歌 - 中島愛

## 各話リスト
| 話数     | サブタイトル             | シナリオ          | 絵コンテ                | 演出         | 作画監督                                                                         | メカ作監                 | 総作監            |
| 第1期    | 第1期                    | 第1期             | 第1期                   | 第1期        | 第1期                                                                            | 第1期                    | 第1期             |
| -------- | ------------------------ | ----------------- | ----------------------- | ------------ | -------------------------------------------------------------------------------- | ------------------------ | ----------------- |
| 第1話    | ようこそ、鴨川へ！       | 菅正太郎          | 鈴木利正                | 鈴木利正     | 鶴窪久子                                                                         | 松村拓哉                 | 乘田拓茂          |
| 第2話    | 鴨川スピリット           | 菅正太郎          | 鈴木利正                | 博史池畠     | 藤崎賢二                                                                         |                          | 小林千鶴 松村拓哉 |
| 第3話    | 鴨川にランの花咲く       | 野村祐一          | 佐原亜湖                | 飯村正之     | 小林千鶴、沓澤洋子                                                               | 小林千鶴 乘田拓茂        |                   |
| 第4話    | 鴨川スイマーズ           | 森田繁            | 樋口香里                | 小野勝巳     | 小澤円                                                                           | 乘田拓茂                 |                   |
| 第5話    | 鴨川に来た男             | 梅原英司 菅正太郎 | 上坪亮樹                | 上坪亮樹     | 乘田拓茂、岡勇一                                                                 | 松村拓哉                 | 乘田拓茂          |
| 第6話    | 風と火と水と鴨川と       | 菅正太郎          | 吉川博明                | 近藤一英     | 小宮山由美子、猿渡聖加                                                           | 大浪太                   | 沓澤洋子 鶴窪久子 |
| 第7話    | 曇り のち 鴨川           | 野村祐一          | 五十嵐紫樟              | 五十嵐紫樟   | 織田誠                                                                           |                          | 小林千鶴          |
| 第8話    | 鴨川ロリータ             | 森田繁            | 飯村正之                | 飯村正之     | 江森真理子                                                                       | 乘田拓茂 鶴窪久子        |                   |
| 第9話    | 勝浦発→鴨川行            | 大野木寛          | 樋口香里                | 孫承希       | 沓澤洋子、小林千鶴、舘崎大                                                       | 小林千鶴                 |                   |
| 第10話   | さらば鴨川               | 森田繁            | 吉川博明                | 近藤一英     | 小宮山由美子、猿渡聖加 藤田正幸                                                  | 乘田拓茂 小林千鶴        |                   |
| 第11話   | 鴨川絶対防衛ライン       | 大野木寛          | 吉川博明                | 上坪亮樹     | 鶴窪久子、堀たえ子                                                               | 乘田拓茂 小林千鶴        | 松村拓哉          |
| 第12話   | またいつの日か、鴨川で   | 野村祐一          | 五十嵐紫樟              | 五十嵐紫樟   | 乘田拓茂、小林千鶴、岡勇一 沓澤洋子、織田誠、鶴窪久子                            | 乘田拓茂 小林千鶴        | 松村拓哉          |
| OVA      |                          |                   |                         |              |                                                                                  |                          |                   |
| OVA      | 鴨川デイズ               | 森田繁            | 伊藤浩二 西島かな       | 池田重隆     | 山内則康、宗崎暢芳 谷口元浩、鷲田敏弥、金二星                                    | 松村拓哉                 | 乘田拓茂 小林千鶴 |
| 第2期    |                          |                   |                         |              |                                                                                  |                          |                   |
| 第0話    | 鴨川メモリア             | 佐藤竜雄          | 佐藤竜雄                | 佐藤竜雄     |                                                                                  |                          |                   |
| 第1話    | おかえり、鴨川！         | 森田繁            | 樋口香里                | 飯村正之     | 鶴窪久子、金二星                                                                 | 松村拓哉                 | 乘田拓茂 小林千鶴 |
| 第2話    | 鴨川ボーソービーチ       | 梅原英司          | 吉川博明                | 北川正人     | 藤田正幸、猿渡聖加 小宮山由美子                                                  | 福島秀機                 | 乘田拓茂 小林千鶴 |
| 第3話    | 鴨川エクスペリメント     | 待田堂子          | 佐藤竜雄                | 柳瀬雄之     | 岡田万衣子                                                                       | 松村拓哉                 | 乘田拓茂 小林千鶴 |
| 第4話    | 再会の街、鴨川           | 菅正太郎          | 中原れい                | 上坪亮樹     | 朴性厚（キャラ・レイアウト） 小林千鶴、乘田拓茂、滝山真哲 堀たえ子（レイアウト） | 松村拓哉                 | 乘田拓茂 小林千鶴 |
| 第5話    | 鴨川上空衛星軌道にて・夏 | 野村祐一          | 松田剛吏 澤井幸次       | 松村政輝     | 玉木李枝、阿部純子 本田敬一                                                      | 松村拓哉                 | 乘田拓茂 小林千鶴 |
| 第6話    | 鴨川にも届け、この声     | 野村祐一          | 吉川博明                | うえだしげる | 鶴窪久子、竹森由加 李周鉉                                                        | 松村拓哉 大橋圭 深澤謙二 | 乘田拓茂 小林千鶴 |
| 第7話    | 鴨川の誓い               | 待田堂子          | 西森章                  | 菊池勝也     | 奥山鈴奈                                                                         | 松村拓哉                 | 乘田拓茂 小林千鶴 |
| 第8話    | 鴨川アドバルーン         | 森田繁            | 樋口香里                | 駒屋健一郎   | 実原実、谷口元浩、原田峯文                                                       | 松村拓哉                 | 乘田拓茂 小林千鶴 |
| 第9話    | 白い鴨川                 | 待田堂子          | 吉川博明                | 鳥羽聡       | 大河原晴男、南伸一郎 ふくだのりゆき、熊田明子                                    | 松村拓哉                 | 堀たえ子 小林千鶴 |
| 第10話   | 裏切りの空は鴨川         | 森田繁            | いまざきいつき 鈴木利正 | 飯村正之     | 織田誠                                                                           | 大浪太 古川信之 松村拓哉 | 乘田拓茂 小林千鶴 |
| 第11話   | 鴨川の海の向こう側       | 野村祐一          | 五十嵐紫樟              | うえだしげる | 鶴窪久子、小林千鶴 滝山真哲                                                      | 福島秀機 松村拓哉        | 乘田拓茂 小林千鶴 |
| 第12話   | 今日もまた、鴨川で       | 菅正太郎          | 鈴木利正                | 鈴木利正     | 堀たえ子、岡田万衣子 竹森由加、古川博之                                          | 深沢謙二 松村拓哉        | 乘田拓茂 小林千鶴 |
| パチスロ |                          |                   |                         |              |                                                                                  |                          |                   |
| 第11.5話 | 旅立ちの日、鴨川         | 梅原英司          | 佐藤竜雄                | 孫承希       | 鶴窪久子、小林千鶴 堀たえ子                                                      | 松村拓哉                 | 乗田拓茂 小林千鶴 |

### ピクチャードラマ
| 収録巻 | サブタイトル                  | シナリオ   | 絵コンテ          | 演出     | 作画監督 | 総作監   |
| 第1期  | 第1期                         | 第1期      | 第1期             | 第1期    | 第1期    | 第1期    |
| ------ | ----------------------------- | ---------- | ----------------- | -------- | -------- | -------- |
| 第1巻  | カモガワガールズトーク        | 松村ゆかり | 孫承希            | 孫承希   | 乗田拓茂 |          |
| 第2巻  | かもがわ流真剣白刃取り        | 松村ゆかり | 孫承希            | 孫承希   | 乗田拓茂 |          |
| 第3巻  | カモガワプールサイドにて      | 松村ゆかり | 佐藤竜雄          | 孫承希   | 乗田拓茂 |          |
| 第4巻  | かもがわゴースト              | 丸川直子   | 高橋秀弥          | 高橋秀弥 | 乗田拓茂 |          |
| 第5巻  | カモガワ初恋物語              | 石田健幸   | 孫承希            | 孫承希   | 乗田拓茂 |          |
| 第6巻  | かもがわ＜かつうらデイズ      | 石田健幸   | 高橋秀弥          | 高橋秀弥 | 小林千鶴 |          |
| 第2期  |                               |            |                   |          |          |          |
| 第1巻  | かもがわファーマーズ          | 石田健幸   | 加藤初重          | 加藤初重 | 乗田拓茂 |          |
| 第2巻  | ブラッディカモガワ            | 丸川直子   | 加藤初重          | 加藤初重 | 乗田拓茂 |          |
| 第3巻  | カモガワ発→ウ・ゴー行         | 石田健幸   | 千野孝敏          | 加藤初重 | 乗田拓茂 |          |
| 第4巻  | かもがわの甘い一日            | 石田健幸   | 加藤初重          | 加藤初重 | 小林千鶴 |          |
| 第5巻  | 鴨川爆誕!ジャージ部メモリーズ | 松村ゆかり | 高橋秀弥          | 高橋秀弥 | 鶴窪久子 | 乗田拓茂 |
| 第6巻  | 鴨女ジャージ部のうた          | 丸川直子   | 千野孝敏 加藤初重 | 中村里美 | 乗田拓茂 |          |

## 放送局
| 放送地域   | 放送局             | 放送期間                 | 放送時間           | 放送系列              | 備考                                            |
| 第1期      | 第1期              | 第1期                    | 第1期              | 第1期                 | 第1期                                           |
| ---------- | ------------------ | ------------------------ | ------------------ | --------------------- | ----------------------------------------------- |
| 東京都     | TOKYO MX           | 2012年1月8日 - 3月25日   | 日曜 22:00 - 22:30 | 独立局                |                                                 |
| 日本全域   | バンダイチャンネル | 2012年1月8日 - 3月25日   | 日曜 22:00 配信    | ネット配信            | 有料会員のみ3日間先行配信後、 1週間限定無料配信 |
| 北海道     | 札幌テレビ         | 2012年1月9日 - 3月26日   | 月曜 25:43 - 26:13 | 日本テレビ系列        |                                                 |
| 近畿広域圏 | 読売テレビ         | 2012年1月9日 - 3月26日   | 月曜 25:44 - 26:14 | 日本テレビ系列        | 製作委員会参加 / 『MANPA』第1部                 |
| 福岡県     | 福岡放送           | 2012年1月9日 - 3月26日   | 月曜 26:04 - 26:34 | 日本テレビ系列        |                                                 |
| 千葉県     | チバテレビ         | 2012年1月10日 - 3月27日  | 火曜 25:30 - 26:00 | 独立局                |                                                 |
| 中京広域圏 | 中京テレビ         | 2012年1月10日 - 3月27日  | 火曜 26:44 - 27:14 | 日本テレビ系列        |                                                 |
| 日本全域   | ニコニコ生放送     | 2012年1月11日 - 3月28日  | 水曜 24:00 - 24:30 | ネット配信            |                                                 |
| 日本全域   | 日テレプラス       | 2012年4月7日 - 6月23日   | 土曜 11:30 - 12:00 | 日本テレビ系列 CS放送 | リピート放送あり                                |
| 韓国全域   | ANIBOX             | 2012年5月3日 - 6月7日    | 木曜 23:00 - 24:00 | CS放送                | 韓国語字幕あり 2話連続放送                      |
| 第2期      |                    |                          |                    |                       |                                                 |
| 東京都     | TOKYO MX           | 2012年7月1日 - 9月23日   | 日曜 22:00 - 22:27 | 独立局                |                                                 |
| 日本全域   | バンダイチャンネル | 2012年7月1日 - 9月23日   | 日曜 22:00 配信    | ネット配信            | 有料会員のみ3日間先行配信後、 1週間限定無料配信 |
| 北海道     | 札幌テレビ         | 2012年7月2日 - 9月24日   | 月曜 25:33 - 26:03 | 日本テレビ系列        |                                                 |
| 近畿広域圏 | 読売テレビ         | 2012年7月2日 - 9月24日   | 月曜 25:53 - 26:23 | 日本テレビ系列        | 製作委員会参加 / 『MANPA』第1部                 |
| 福岡県     | 福岡放送           | 2012年7月2日 - 9月24日   | 月曜 25:59 - 26:29 | 日本テレビ系列        |                                                 |
| 千葉県     | チバテレビ         | 2012年7月3日 - 9月25日   | 火曜 25:30 - 26:00 | 独立局                |                                                 |
| 中京広域圏 | 中京テレビ         | 2012年7月3日 - 9月25日   | 火曜 26:37 - 27:07 | 日本テレビ系列        |                                                 |
| 日本全域   | ニコニコ生放送     | 2012年7月4日 - 9月26日   | 水曜 24:00 - 25:00 | ネット配信            |                                                 |
| 日本全域   | GyaO!              | 2012年7月5日 - 9月27日   | 木曜 12:00 配信    | ネット配信            | 1週間限定無料配信                               |
| 日本全域   | PlayStation Store  | 2012年7月11日 - 10月3日  | 水曜 22:00 配信    | ネット配信            |                                                 |
| 日本全域   | 日テレプラス       | 2012年7月28日 - 10月20日 | 土曜 11:30 - 12:00 | 日本テレビ系列 CS放送 | リピート放送あり                                |

2011年12月25日には、ニコニコ生放送で第1期第1話の先行上映が主要声優陣による対談コーナーと併せて行われた。
バンダイチャンネルでの無料配信は、当初の予定より1日遅れて2012年1月12日に開始された。バンダイチャンネルに合わせ、公式サイト上でも同期間限定の無料配信が開始されている。
バンダイチャンネル版の第1期の第1話は、諸事情から地上波版に映像修正を施した内容となっている。
OVA「鴨川デイズ」はAT-Xにて2014年6月29日および7月5日に放送された。

## 関連商品

### BD & DVD
- テレビアニメシリーズ

| 発売日        | 巻数  | 収録話         | Blu-ray（初回限定版） | Blu-ray（通常版） | DVD（初回限定版） | DVD（通常版） |
| ------------- | ----- | -------------- | --------------------- | ----------------- | ----------------- | ------------- |
| 2012年3月23日 | 第1巻 | 第1話、第2話   | BCXA-0437             | BCXA-0425         | BCBA-4280         | BCBA-4268     |
| 2012年4月20日 | 第2巻 | 第3話、第4話   | BCXA-0438             | BCXA-0426         | BCBA-4281         | BCBA-4269     |
| 2012年5月25日 | 第3巻 | 第5話、第6話   | BCXA-0439             | BCXA-0427         | BCBA-4282         | BCBA-4270     |
| 2012年6月22日 | 第4巻 | 第7話、第8話   | BCXA-0440             | BCXA-0428         | BCBA-4283         | BCBA-4271     |
| 2012年7月27日 | 第5巻 | 第9話、第10話  | BCXA-0441             | BCXA-0429         | BCBA-4284         | BCBA-4272     |
| 2012年8月24日 | 第6巻 | 第11話、第12話 | BCXA-0442             | BCXA-0430         | BCBA-4285         | BCBA-4273     |

- テレビアニメシリーズ season 2

| 発売日         | 巻数  | 収録話         | Blu-ray（初回限定版） | Blu-ray（通常版） | DVD       |
| -------------- | ----- | -------------- | --------------------- | ----------------- | --------- |
| 2012年9月21日  | 第1巻 | 第1話、第2話   | BCXA-0443             | BCXA-0431         | BCBA-4286 |
| 2012年10月26日 | 第2巻 | 第3話、第4話   | BCXA-0444             | BCXA-0432         | BCBA-4287 |
| 2012年11月22日 | 第3巻 | 第5話、第6話   | BCXA-0445             | BCXA-0433         | BCBA-4288 |
| 2012年12月21日 | 第4巻 | 第7話、第8話   | BCXA-0446             | BCXA-0434         | BCBA-4289 |
| 2013年1月29日  | 第5巻 | 第9話、第10話  | BCXA-0447             | BCXA-0435         | BCBA-4290 |
| 2013年2月22日  | 第6巻 | 第11話、第12話 | BCXA-0448             | BCXA-0436         | BCBA-4291 |

- ファンディスク

| 発売日        | Blu-ray   | DVD       | コンテンツ                                                              |
| ------------- | --------- | --------- | ----------------------------------------------------------------------- |
| 2013年3月22日 | BCXA-0556 | BCBA-4377 | イベント「鴨女文化祭」夜の部(2012年6月3日開催)、OVA「鴨川デイズ」を収録 |

- Blu-ray BOX（特装限定版）[36]

| 発売日        | Blu-ray   | コンテンツ |
| ------------- | --------- | --- |
| 2023年3月24日 | BCXM-1821 | TVシリーズ全24話、OVA「鴨川デイズ」、season2 第0話「鴨川メモリア」、 season2 第11.5話「旅立ちの日、鴨川」、ピクチャードラマ全12話を収録 |

### Hybrid Disc
映像コンテンツとPS3版テレビゲームを同時収録したHybrid Discシリーズの一つとして、バンダイナムコゲームスから2012年8月23日に発売。パッケージの名称は『輪廻のラグランジェ -鴨川デイズ- GAME&OVA Hybrid Disc』。

#### OVA「鴨川デイズ」
時期はテレビアニメ1期と2期の合間に位置する頃。正月を迎えていた地球・鴨川で年賀状の山に埋もれるまどか。その中には50光年の彼方にあるポリヘドロンから届いたランとムギナミからの手紙もあった。それぞれの日常を送る3人の心の交流を描く、ショートストーリー。アニメーション制作はXEBECだが、スタジオパストラル、スタジオイゼナ、ヘバラキが制作協力している。
先行して2012年6月23日より全国10館で2週間限定劇場公開された。来場者特典としてキャラクターカード（全4種）をプレゼント。キャッチコピーは「離れてても、ジャージ部はひとつ!」。

#### PS3「鴨川ドリームマッチ」
OVA「鴨川デイズ」と同時収録される、1on1の3D対戦アクションシューティングゲーム。ウォクスシリーズや各陣営のオービッドを劇中のキャラを通して操縦して戦う。アニメ1期のストーリーを追展開するミッションモードも搭載されている。

### CD
| 発売日        | タイトル                                                                 | 規格品番   |
| ------------- | ------------------------------------------------------------------------ | ---------- |
| 2012年3月28日 | TVアニメーション「輪廻のラグランジェ」オリジナルサウンドトラック         | VTCL-60296 |
| 2012年9月26日 | TVアニメーション「輪廻のラグランジェ season2」オリジナルサウンドトラック | VTCL-60316 |

#### キャラクターCD
| 巻数  | 発売日        | タイトル   | キャラソン         | 規格品番   |
| ----- | ------------- | ---------- | ------------------ | ---------- |
| Vol.1 | 2012年9月5日  | まどか編   | キミのもとへ！     | VTCL-60317 |
| Vol.2 | 2012年9月12日 | ラン編     | かわいそうなシャチ | VTCL-60318 |
| Vol.3 | 2012年9月19日 | ムギナミ編 | darlin'            | VTCL-60319 |

## 漫画

### 輪廻のラグランジェ
『月刊ビッグガンガン』（スクウェア・エニックス）2011Vol.1から2013Vol.3まで連載された。作画はIsII。アニメ本編のコミカライズ。

### 輪廻のラグランジェ 〜暁月のメモリア〜
『ヤングガンガン』（スクウェア・エニックス）2011年18号から2013年3号まで連載された。作画は吉岡公威。
暁月は「あかとき」と読む。イゾ、キリウス、アレイら3人の訓練生時代を描いた前日譚である。

#### 登場人物
声優はドラマCD（season2 Blu-ray&DVD第1巻初回限定版封入特典）のもの
ソフィロ・カリア・ロス・イゾ
声 - 吉野裕行
本作の主人公。王立軍教育航空アカデミーの生徒で、サヌの幼馴染。
詳細は「#ソフィロ・カリア・ロス・イゾ」を参照。
ラクス・レストリネ・ハ・キリウス
声 - 野島健児
王立軍教育航空アカデミーの生徒で、イゾやアレイの友人。
詳細は「#ラクス・レストリネ・ハ・キリウス」を参照。
ダノン・シ・アレイ
声 - 松岡禎丞
王立軍教育航空アカデミーの生徒で、イゾやキリウスの友人。
詳細は「#ダノン・シ・アレイ」を参照。
デ・メトリオ・ル・ユリカノ
声 - 伊瀬茉莉也
デ・メトリオの王女で、ヴィラジュリオの妹。教育実習生としてイゾ、キリウス、アレイ、サヌの指導を行う。厳しい面もあるが、明るい性格で面倒見も良い。ミリティア・ゾデアの惨劇を引き起こし、死亡扱いとなる。自身の将来を予見し、その直前にイゾへ日記を書き残す。
詳細は「#デ・メトリオ・ル・ユリカノ」を参照。
テミス
ユリカノの侍女。特務機関「死神」に狙われたイゾとサヌを保護し、彼らと行動を共にするも捕まってしまい拷問を受けてしまう。後にアレイの手で助け出される。
ヤン・デ・シハ・サヌ
声 - 小松未可子
キリウス、イゾ、アレイと同じクラスの少女。イゾと同郷で、父親は軍人。
イゾに対してはそっけない態度を取るが、本気で嫌っているわけではない模様。
左乳房の下にメモリアが刻まれており、そのためウォクスを求めるタイラから狙われる身となる。
モモスン
声 - 小倉唯
イゾ達の隣のクラスの女生徒。髪型はツインテールで語尾に「チ」と付けるのがクセ。アカデミー内の個人情報に詳しい。実はキッスの一員で、貨物船でイゾたちを助けに来る。
ババリア・リッチ
隻眼でボサボサ髪の男。老けて見えるがまだ21歳。モモスンと義兄弟の杯を交わしており、タイラ大佐から追われるイゾやサヌたちを助ける。モモスンと同じくキッスの一員。
ラ・クロワ・ラムス
王立軍センシミリア教育航空軍司令で、アカデミーの校長。キリウスとアレイに辞令を渡す。キッスと協力関係を結んでいる。
ガリアル・レヴィン・タイラ
パ・ドロス戦役の英雄とされる第1方面軍司令部の司令を勤める叩き上げ軍人。28歳。10以上の役職を持つ。
常に最前線で指揮を執ることから「生き急ぎのタイラ」の渾名をつけられている。イゾとは昔馴染みの間柄。特務機関「死神」を配下に持ち、さらにキリウスとアレイを部下にする。ウォクスを手に入れるためにメモリアを持つサヌを狙い、レ・ガリテの脅威を押さえ込みデ・メトリオの真の王にならんとする野心を持つ。レ・ガリテと内通しており、かつて戦争のどさくさに紛れてヴィラジュリオを惑星ウ・ゴーへ追い落とした張本人。
デディア
第1司令部直属の特務機関、通称「死神（モルス）」に所属する少女。残忍で嗜虐心が強い。タイラを敬愛している。亜空ワイヤーを武器として使う。
ドゥノミー
特務機関「死神」に所属する少女。デディアの同僚。足元まで届きそうな長い髪が特徴。相手が死んだかは腹部の感覚でわかるらしい。亜空ソードを武器として使う。
モニカ
タイラの部下の眼鏡の女性。常に冷静で、戦闘機やオービットの操縦を得意とする。
コレット
盗掘者からノドヴィリウムを奪って逃げていた泥棒の少女。森林地帯にてイゾやサヌたちと知り合い、その後勝手に行動を共にしていたが、実は「死神」の一員でタイラの部下。デディアからは姉さんと呼ばれている。
デ・メトリオ・ル・ヴィラジュリオ
反ポリヘドロン義賊同盟「キッス」の頭領。
詳細は「#デ・メトリオ・ル・ヴィラジュリオ」を参照。

#### 登場メカニック
デ・メトリオ訓練機
タイラの手で用意された、イゾたちが乗るオービッド。装備は薙刀のような模擬槍。
実戦に近い形で訓練できるように調整された機体で、装備次第では即戦力になりえるとされる。

#### 用語
王立軍教育航空アカデミー
港町センシミリアに置かれている、惑星デ・メトリオ全土から選りすぐられた成人男女80名が王立軍のパイロットとなるべく教練を積む教育機関。1クラス4人の学生に主任教官1人、教官2人、教育実習生1人が付き、卒業まで彼らの生活をサポートする。養成所だけでなく軍事基地を兼ねていたため、後にセンシミリアの町ごとレ・ガリテの占領下に置かれてしまう。
ノドヴィリウム
亜空兵器の元になる鉱石。発掘には許可が必要だが、盗掘してキッスなどへ横流しを行う者たちもいる。

## 小説
リアル書籍版小説『輪廻のラグランジェ』
MF文庫Jより発行。原作：ラグランジェ・プロジェクト、著者：月見草平、キャラクター原案：森沢晴行、イラスト：森沢晴行、堀たえ子。全4巻。
Web短編小説『碧落のメモリア』
公式サイト内で2012年4月より連載開始。構成・脚本：菅正太郎。全5話。ヴィラジュリオが惑星ウ・ゴーにいた頃、それまでの人生を回想する物語。
Web短編小説『昏黒のメモリア』
公式サイト内で2012年9月に公開された。構成・文：菅正太郎。2万年前に起きた事件をアステリアの視点から描く。

## Webラジオ
ラグラジ! 〜石原夏織と瀬戸麻沙美の『輪廻のラグランジェ』Webラジオ〜のタイトルで2011年11月12日から2012年10月27日までHiBiKi Radio Stationにて配信されていた。2011年12月まで隔週土曜日配信、2012年1月から毎週土曜日配信。本放送前の2011年11月5日にはプレ放送として第0回が配信された。
- パーソナリティ
  - 石原夏織（京乃まどか役）
  - 瀬戸麻沙美（ラン役）
- ゲスト
  - 第2回、第12回：茅野愛衣（ムギナミ役）
  - 第8回：ラグさわ（Production I.Gプロデューサー）
  - 第10回：松岡禎丞（アレイ役）
  - 第11回：北P（読売テレビプロデューサー）
  - 第13回：吉野裕行（イゾ役）
  - 第15回：興津和幸（モイド役）
  - 第16回：トリりん（バンダイビジュアル宣伝担当）
  - 第17回：野島健児（キリウス役）
  - 第23回：保村真（田所正蔵役）
  - 第24回：能登麻美子（中泉ようこ役）
  - 第25回：中村悠一（ヴィラジュリオ役）
  - 第27話：浜田賢二（中泉浩役）
  - 第31回：千野孝敏（XEBECアニメーションプロデューサー）
  - 第32回：浅倉杏美（岩淵まちこ役）

ラジオCD
| 巻 | 発売日        | 収録回          | 規格品番  |
| -- | ------------- | --------------- | --------- |
| 1  | 2012年5月25日 | 第1回 - 第10回  | LGRJ-0001 |
| 2  | 2012年8月24日 | 第11回 - 第30回 | LGRJ-0002 |

## ゲーム

### 体感型ゲーム
輪廻のラグランジェ×ガチG ～ジャージ部先輩からの挑戦状!!～
2012年3月24日に東京国際アニメフェアにてPKシアター主催で体感型ゲームイベントとして開催された。

### ソーシャルゲーム
輪廻のラグランジェ ～ジャージ部ガールズ～
2012年12月20日よりGREEにてバンダイナムコゲームスによりサービスが提供されていた。FPとSPの両対応。現在はサービス終了。
スーパーロボット大戦X-Ω
セガゲームス・バンダイナムコエンターテインメントによって運営・提供されているiOS・Android用アプリゲーム。
ロボットアニメやゲーム作品などが多数共演するクロスオーバー作品で、輪廻のラグランジェは2017年7月9日から14日、2018年8月24日から31日までの期間限定で参戦。本作の機体やキャラクターがゲーム内に登場する。

## パチスロ
「パチスロ 輪廻のラグランジェ」として、アニメの製作委員会に参加していたサミーよりリリースされ、2014年2月3日にホールでの稼働を開始。
タイプは差枚数管理型AT機となっており、サミーが提供する携帯サイトおよびアプリとの連携サービスのマイスロによる実戦データ管理や着せ替えツールが利用できる。
テレビアニメ未放送（season2 第11.5話「旅立ちの日、鴨川」）のパートが4本収録されていて、遊戯を進め条件をクリアすれば見ることができる。「旅立ちの日、鴨川」は2023年発売のBlu-ray BOXに収録された。

## 書誌情報
漫画
- Production I.G（原作）・IsII（漫画） 『輪廻のラグランジェ』 スクウェア・エニックス〈ビッグガンガンコミックス〉、全3巻
  1. 2012年3月24日初版発行（同日発売[42]）、ISBN 978-4-7575-3542-8
  2. 2012年9月25日初版発行（同日発売[42]）、ISBN 978-4-7575-3743-9
  3. 2013年3月25日初版発行（同日発売[42]）、ISBN 978-4-7575-3913-6

- 吉岡公威（漫画）・菅正太郎（シナリオ）・Production I.G（原案・協力）・XEBEC バンダイビジュアル（協力） 『輪廻のラグランジェ 〜暁月のメモリア〜』 スクウェア・エニックス〈ヤングガンガンコミックス〉、全4巻
  1. 2012年1月21日初版発行（同日発売[43]）、ISBN 978-4-7575-3477-3
  2. 2012年6月25日初版発行（同日発売[43]）、ISBN 978-4-7575-3641-8
  3. 2012年10月25日初版発行（同日発売[43]）、ISBN 978-4-7575-3758-3
  4. 2013年3月25日初版発行（同日発売[43]）、ISBN 978-4-7575-3912-9

小説
- 月見草平、メディアファクトリー〈MF文庫J〉、全4冊
  - 『輪廻のラグランジェ1』、2012年2月29日初版第一刷発行（2012年2月24日発売[44]）、ISBN 978-4-8401-4385-1
  - 『輪廻のラグランジェ2』、2012年4月30日初版第一刷発行（2012年4月25日発売[45]）、ISBN 978-4-8401-4550-3
  - 『輪廻のラグランジェ3』、2012年9月30日初版第一刷発行（2012年9月25日発売[46]）、ISBN 978-4-8401-4679-1 / 2012年11月30日初版第一刷発行（2012年11月22日発売[47]）、ISBN 978-4-8401-4905-1
  - 『輪廻のラグランジェ4』、2012年11月30日初版第一刷発行（2012年11月22日発売[48]）、ISBN 978-4-8401-4843-6

関連書籍
- 『TV ANIMATION 輪廻のラグランジェ オフィシャルガイド』 スクウェア・エニックス、2012年6月25日初版発行（同日発売[49]）、ISBN 978-4-7575-3646-3